# Maya (lớp tàu khu trục)
| Tàu khu trục lớp Maya       | Tàu khu trục lớp Maya                                                                | Tàu khu trục lớp Maya                                 |
| --------------------------- | ------------------------------------------------------------------------------------ | ----------------------------------------------------- |
| JDS Maya (DDG-179)          |                                                                                      |                                                       |
| Khái quát về lớp tàu        |                                                                                      |                                                       |
| Kiểu                        | Tàu khu trục tên lửa                                                                 | Tàu khu trục tên lửa                                  |
| Bên sử dụng                 | Hải quân Nhật Bản                                                                    | Hải quân Nhật Bản                                     |
| Bên chế tạo                 |                                                                                      |                                                       |
| Mitsubishi Heavy Industries |                                                                                      |                                                       |
| Chi phí                     | 164,8 tỷ Yên Nhật                                                                    | 164,8 tỷ Yên Nhật                                     |
| Thời gian đóng              | 2017 - 2020                                                                          | 2017 - 2020                                           |
| Thời gian hoạt động         | 2021 - nay                                                                           | 2021 - nay                                            |
| Lớp trước                   | DD：Tàu khu trục lớp Atago                                                           | DD：Tàu khu trục lớp Atago                            |
| Đặc điểm khái quát          |                                                                                      |                                                       |
| Trọng tải choán nước        | Tiêu chuẩn 8,200 tấn                                                                 | Tiêu chuẩn 8,200 tấn                                  |
| Trọng tải choán nước        | Đầy tải 10,250 tấn                                                                   |                                                       |
| Độ dài                      | 170m                                                                                 | 170m                                                  |
| Sườn ngang                  | 22,2m                                                                                | 22,2m                                                 |
| Mớn nước                    | 6,4m                                                                                 | 6,4m                                                  |
| Hệ thống động lực           | Hệ thống COGLAG                                                                      | Hệ thống COGLAG                                       |
| Hệ thống động lực           | Động cơ tuabin khí GE LM2500ICE                                                      | 2                                                     |
| Hệ thống động lực           | Máy phát điện tuabin khí M7A-05                                                      | 2                                                     |
| Tốc độ                      | 30 hải lý/h (56 km/h)                                                                | 30 hải lý/h (56 km/h)                                 |
| Phạm vi hoạt động           | 6,000 hải lý                                                                         | 6,000 hải lý                                          |
| Thủy thủ đoàn               | 300                                                                                  | 300                                                   |
| Vũ trang                    | Pháo hạm 127 mm Mk-45 mod 4                                                          | 1                                                     |
| Vũ trang                    | Hệ thống Mk-15 Vulcan Phalanx CIWS                                                   | 2                                                     |
| Vũ trang                    | RIM-66M-5 Standard SM-2ER Block 3B/RIM-161 Standard SM-3 Block 1A ABM (96 ống phóng) | 1                                                     |
| Vũ trang                    | SSM-1B Type 90/SSM-2 Type 17 (4 ống phóng)                                           | 2                                                     |
| Vũ trang                    | Type 07 VL ASROC (32 ống phóng)                                                      | 1                                                     |
| Vũ trang                    | Dàn phóng ngư lôi 3 ống phóng HOS-303                                                | 2                                                     |
| Trực thăng săn ngầm         | SH-60K Sea Hawk                                                                      | 1                                                     |
| FCS                         | Mk.99 mod 8                                                                          | 3                                                     |
| FCS                         | Mk-160                                                                               | 1                                                     |
| FCS                         | Mk-116                                                                               | 1                                                     |
| C4I                         | Hệ thống thông tin vệ tinh AN/USC-42                                                 | Hệ thống thông tin vệ tinh AN/USC-42                  |
| C4I                         | Hệ thống thông tin vệ tinh NORA-1                                                    |                                                       |
| C4I                         | Hệ thống thông tin vệ tinh NORQ-1                                                    |                                                       |
| C4I                         | Hệ thống chiến đấu Aegis (AWS)                                                       |                                                       |
| C4I                         | Hệ thống kiểm soát tác chiến chống ngầm SQQ-89 (V) 15J                               |                                                       |
| Cảm biến/radar              | Radar quét mạng pha điện tử chủ động AN/SPY-1D(V)                                    | 1                                                     |
| Cảm biến/radar              | Radar định vị nhận dạng và theo dõi mục tiêu mặt nước AN/SPQ-9B                      | 1                                                     |
| Cảm biến/radar              | Radar chuyển hướng, dẫn đường OPS-20B                                                | 1                                                     |
| Sonar                       | Sonar kết hợp chủ/bị động phát hiện và xác định vị trí tàu ngầm AN/SQS-53C           | 1                                                     |
| Sonar                       | Sonar kiểu mảng kéo AN/SQR- 20 MFTA                                                  | 1                                                     |
| Hệ thống tác chiến điện tử  | Hệ thống chiến tranh điện tử tích hợp ESM/ECM NOLQ-2B                                | Hệ thống chiến tranh điện tử tích hợp ESM/ECM NOLQ-2B |
| Hệ thống tác chiến điện tử  | Hệ thống nhử mồi ngư lôi kiểu mảng kéo AN/SLQ-25 Nixie                               |                                                       |
| Hệ thống tác chiến điện tử  | Thiết bị phóng mồi bẫy Mk.137                                                        | 4                                                     |

Tàu khu trục lớp Maya (lớp 27DDG, tiếng Nhật: まや型護衛艦) là một biến thể cải tiến của tàu khu trục lớp Atago, đã hoạt động trong biên chế Lực lượng Phòng vệ trên biển Nhật Bản (JMSDF) từ năm 2007.
Năm 2014, trong khuôn khổ Kế hoạch quốc phòng trung hạn lần thứ 26, chương trình chế tạo hai tàu khu rục lớp Maya để thay thế cho các tàu lớp Hatakaze (56 / 58DDG) đã được Chính phủ Nhật phê duyệt. Thiết kế chính thức của lớp tàu được giới thiệu lần đầu vào tháng 7 năm 2015.
Quá trình nghiên cứu, chế tạo được thực hiện bởi Tập đoàn Hàng hải thống nhất Nhật Bản (Japan Marine United - JMU). Toàn bộ dự án đóng tàu này có chí phí lên đến 164,8 tỷ Yên. Thân tàu được đóng bởi Nhà máy đóng tàu Yokohama Isogo. Các tàu lớp Maya được tăng cường khả năng phát hiện, đáp trả các mối đe dọa từ tàu tàu địch hơn so với các lớp tàu tiền nhiệm.
Lớp Maya được thiết kế để hộ tống các tàu lớn hơn và bảo vệ chúng trước các cuộc tấn công từ dưới mặt nước và trên không. Ngoài ra, việc đưa vào trang bị các tàu lớp Maya còn giúp tăng cường khả năng phòng thủ tên lửa đạn đạo của JMSDF.
Có tất cả hai chiếc thuộc lớp Maya đã được JMSDF đóng mới và đưa vào sử dụng. Tàu dẫn đầu trong lớp, JDS Maya (DDG-179), được đặt theo tên núi Maya trong dãy núi Rokko ở thành phố Kobe, tỉnh Hyogo, Nhật Bản. Ngoài ra, Maya còn là tên của một tàu tuần dương hạng nặng lớp Takao thuộc biên chế Hải quân Đế quốc Nhật Bản (IJN) hoạt động trong Chiến tranh thế giới thứ hai. JDS Haguro (DDG-180) được đặt theo tên của núi Haguro ở tỉnh Yamagata. Tương tự như Maya, Haguro cũng là một của tên tàu tuần dương hạng nặng lớp Myoko thời Chiến tranh thế giới thứ hai.

## Thiết kế và tính năng của tàu khu trục lớp Maya
Về cơ bản, tàu khu trục lớp Maya được thiết kế dựa trên việc cơ sở khung thân của lớp Atago, các thay đổi tập trung ở hệ thống điện tử, vũ khí và hệ thống động lực. Hệ thống điện tử và vũ khí của tàu có nhiều cải tiến lớn so với các lớp tàu trước. Cấu trúc thượng tầng của tàu được thiết kế lại hoàn toàn để tăng cường khả năng tàng hình. Thân tàu được kéo dài 5m để lắp đặt hệ thống động lực mới, cũng như cho phép tích hợp các hệ thống vũ khí nâng cấp trong tương lai.
Tàu khu trục lớp Maya có chiều dài tổng thể 170m, rộng tối đa 22,2m, phần chìm dưới nước 12m và mớn nước 6,2m. Do thân tàu được mở rộng nên lượng giãn nước của tàu khu trục lớp Maya tăng thêm 450 tấn. Lượng giãn nước toàn tải của tàu tăng lên 8.200 tấn, so với 7.700 tấn của tàu Atago. Thủy thủ đoàn có biên chế đầy đủ gồm 300 quân nhân bao gồm cả sĩ quan chỉ huy chia 2 ca hoạt động liên tục 24 tiếng mỗi ngày.
Cột buồm của tàu được thiết kế lại nghiêng về phía sau, các ống khói tàu được bố trí dọc theo thân tàu và nằm ẩn vào trọng phần thượng tầng nhằm làm phân tán hơi nóng giúp tằng khả năng tàng hình của tàu. Trong cấu trúc của tàu được sử dụng các loại vật liệu siêu bền: hợp kim nhôm, nhựa tổng hợp và các lớp phủ có khả năng chống chịu mài mòn. Kho đạn dưới hầm tàu được bao bọc bởi một lớp thép có độ dày 25mm. Phần quan trọng nhất của cấu trúc boong thượng tầng được bảo vệ bằng các tấm thép tổ ong. Tầng trên cùng được bọc bằng một lớp nhựa vinyl chống mòn, gỉ.
Các tàu khu trục lớp Maya có khả năng hoạt động trong khu vực đối phương sử dụng vũ khí hủy diệt lớn. Các khoang làm việc, sinh hoạt được lắp đặt thiết bị lọc không khí độc. Trên tàu được lắp đặt các băng chuyền vận tải và thang máy để vận chuyển hàng hóa từ trên sàn tàu xuống hầm tàu và xếp đặt vào các khoang chứa hàng. Một trong những phương tiện vận chuyển đảm bảo di chuyển hàng trên toàn bộ mặt sàn, từ mũi tàu đến đuôi tàu. Trên phần mũi tàu và phần đuôi tàu được bố trí hai vị trí để tiếp nhận hàng hóa, được vận chuyển đến bằng máy bay trực thăng.
Các trang thiết bị được thiết kế theo dạng module cho phép sử dụng giải pháp sửa chữa các bộ phận riêng biệt bằng cách thay thế, nhanh chóng thay đổi các block bị hỏng hóc lực lượng theo biên chế trên tàu hoặc bằng lực lượng bảo dưỡng, sửa chữa của căn cứ hải quân.

## Hệ thống điện tử
Tàu khu trục lớp Maya được trang bị hệ thống Chỉ huy, kiểm soát, thông tin, máy tính và tình báo (Command, Control, Computer, Communication & Intelligence - C4I). Hệ thống C4I bao gồm hệ thống thông tin vệ tinh AN/USC-32 (EHF), hệ thống MOF (OYQ-31-6 C2T + NORA-1 / NORQ-1), hệ thống chiến đấu Aegis (AWS) cải tiến và hệ thống kiểm soát tác chiến chống ngầm AN/SQQ-89 (V) 15J ASWCS.

### Hệ thống chiến đấu Aegis (AWS)

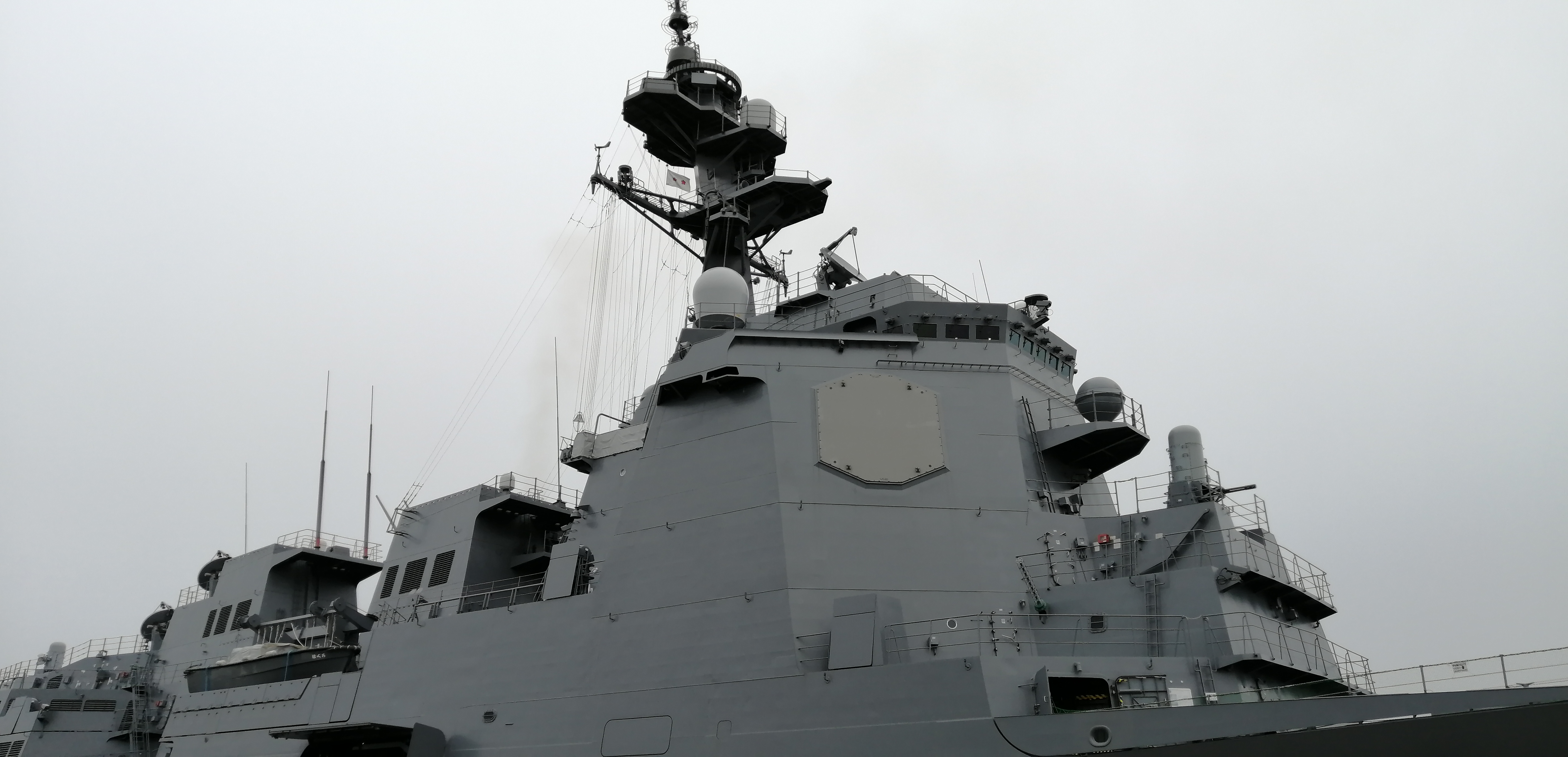
Radar quét mạng pha điện tử chủ động AN/SPY-1D (V) của tàu JDS Harugo (DDG-180).

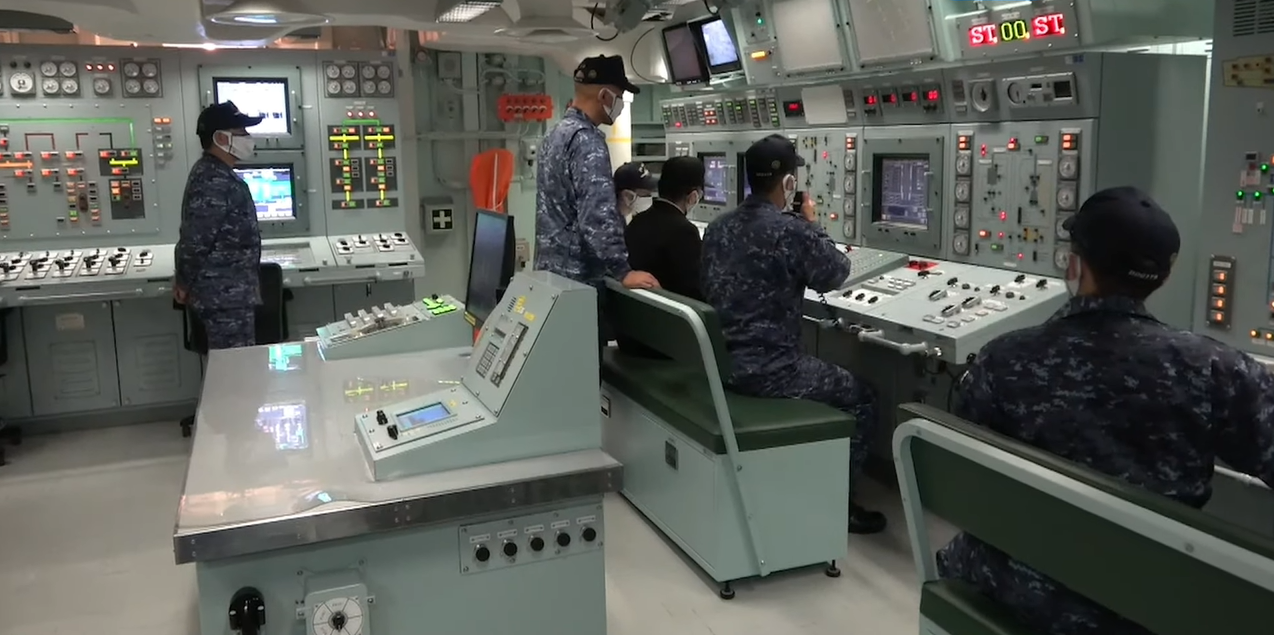
Phòng điều khiển của tàu JDS Maya (DDG-179)

Aegis là viết tắt của cụm từ Airbonne Early-waring Ground Intergration Segment (Bộ phận hợp nhất thông tin cảnh báo sớm đường không trên mặt đất). Hệ thống Aegis được Lockheed Martin thiết kế và đưa vào sử dụng lần đầu đầu tiên từ năm 1987 trên tàu tuần dương lớp Ticonderoga, biến thể sử dụng trên các phiên bản tàu khu trục lớp Arleigh Burke của Mỹ và các nước đồng minh được đưa vào sử dụng năm 1991. Hệ thống Aegis là một hệ thống công nghệ phát hiện, theo dõi, tấn công mục tiêu cực kỳ phức tạp. Đến nay, Aegis vẫn là hệ thống chiến đấu có 1-0-2 trên thế giới. Hiện nay, các tàu lớp Maya đang được trang bị Hệ thống chiến đấu Aegis (AWS) Baseline 9.C2 (hay còn gọi là J7 ở Nhật Bản) và Hệ thống Aegis BMD 5.1. Các phiên bản này giúp tăng cường năng lực phòng thủ tên lửa đạn đạo chiến thuật, hoàn thiện khả năng tích hợp tác chiến mặt nước, hoàn thiện khả năng tác chiến chống ngầm biển sâu.
Radar AN/SPY-1D (V): Trung tâm của hệ thống chiến đấu Aegis trên tàu khu trục lớp Maya là radar quét mạng pha điện tử thụ động (PESA) AN/SPY-1D (V) được sản xuất bởi Lockheed Martin, hoạt động trên băng tần S (3,1 - 3,5 GHz). Kết cấu của AN/SPY-1D (V) gồm 4 mảng radar kiểu dáng hình lục giác được thiết kế xung quanh tháp chỉ huy bao quát đủ 360 độ quanh tàu giúp cho việc trinh sát được liên tục, không bị ngắt quãng, cung cấp kênh dẫn hướng pha giữa cho tên lửa đánh chặn SM-2/SM-3.
Hệ thống này sử dụng 4 máy tính tốc độ cao để khống chế và điều khiển rada; 4 màn hình hiển thị độ phân giải cao; 4 đài chỉ huy điều khiển và 2 đài chỉ huy xuất/nhập tham số. Thông qua hệ thống cung cấp số liệu này, sĩ quan chỉ huy có thể dễ dàng nhận biết tình hình tác chiến xung quanh và có thể ngay lập tức ra lệnh cho các hệ thống chiến đấu. Kết hợp các công nghệ tiên tiến và hệ thống cấu trúc mạnh mẽ, radar AN/SPY-1D (V) sử dụng nhiều chùm tia điện tử và xung Doppler kỹ thuật số khác nhau, cũng như các kỹ thuật đối phó điện tử (ECCM) mạnh mẽ. Với công suất phát 4MW, mỗi mảng có khả năng bắt, bám và dẫn tên lửa đánh hơn 200 mục tiêu cùng lúc, cho phép mỗi tàu Arleigh Burke quản lý tới 800 mục tiêu. Tuy nhiên, trên thực tế chỉ có thể đánh cùng lúc 4 mục tiêu ở cự ly ngoài 74 km do hạn chế về hệ thống điều khiển hoả lực.
Radar AN/SPY-1D (V) có khả năng phát hiện mục tiêu kích cỡ bằng quả bóng golf ở cự ly tới 165 km, phát hiện mục tiêu tên lửa đạn đạo ở cự ly tối đa 310 km. Ưu điểm lớn nhất của  AN/SPY-1D (V) là đường truyền dữ liệu tới tên lửa được tích hợp thẳng vào radar, thay vì phải dùng bộ phát riêng như các biến thể trước đó.
Hệ thống chỉ huy và quyết định Mk.3 mod.2 (CSD): Hệ thống chỉ huy và ra quyết định Mk.3 mod.2 là trung tâm điều khiển tác chiến trên các tàu chiến mặt nước với thành phần chính gồm: Máy tính tốc độ cao AN/UYK-7 và hệ thống hiển thị tổng hợp AN/UYK-43.
Hệ thống Mk.3 mod.2 có nhiệm vụ tiếp nhận và hiển thị các thông tin được truyền đến từ hệ thống rada trinh sát của các tàu chiến, máy bay, hệ thống sonar, radar trinh sát đường không, hệ thống điện tử và hệ thống trinh sát vệ tinh. Hệ thống Mk.3 mod.2 sử dụng 4 phương thức chỉ huy và ra quyết định đó là: Hoàn toàn tự động; tự động; bán tự động và thao tác ứng cứu.
Hệ thống kiểm soát và điều khiển vũ khí  Mk.9 mod.2 (WCS): Hệ thống này có chức năng chính là khống chế, điều khiển toàn bộ các loại vũ khí được trang bị trên tàu chiến. Đối với hệ thống chiến đấu Aegis trên tàu chiến mặt nước, ngoài các loại vũ khí đối hải, đối đất và chống ngầm, hệ thống kiểm soát và điều khiển vũ khí Mk.9 mod.2 có thể điều khiển, kiểm soát được tên lửa phòng không SM, hệ thống vũ khí phòng không tầm gần, các loại vũ khí trang bị trên máy bay chiến đấu của JASDF đang tác chiến tại cùng khu vực và hệ thống tác chiến điện tử.
Hệ thống này sẽ nhận lệnh từ hệ thống chỉ huy và ra quyết định, sau đó căn cứ vào các tham số đo đạc liên quan tới mục tiêu từ hệ thống rada AN/SPY-1D (V). Những số liệu này sẽ được máy tính tốc độ cao xử lý để xác định khả năng uy hiếp của mục tiêu. Sau đó, hệ thống sẽ ra lệnh cho hệ thống phóng vũ khí Mk-41 mod 20 để tiêu diệt mục tiêu đồng thời lập tức báo cáo số kiệu ngược trở lại hệ thống chỉ huy và ra quyết định.
Hệ thống hiển thị Aegis Mk.7 mod.2 ADS: là máy tính điều khiển cung cấp hiển thị các hình ảnh phức tạp khác nhau về môi trường chiến thuật. Hệ thống được hiển thị dưới dạng hình ảnh mô phỏng đồ họa. Với ADS, thuyền trưởng có thể quan sát và kiểm soát tình trạng hệ thống như môi trường xung quanh, hệ thống vũ khí và tình huống chiến tranh cụ thể. Sau khi nhập dữ liệu hệ thống sẽ tự động hiển thị thông tin về vị trí của tàu và các hệ thống liên quan. ADS được cập nhật thông tin từ hệ thống CSD.
Hệ thống hoạt động thử nghiệm ORTS: là hệ thống giám sát và thử nghiệm điều khiển máy tính, có khả năng phát hiện các lỗi, cách ly, theo dõi tình trạng và cấu hình lại hệ thống. ORTS tự động đánh giá và hiển thị mức cao nhất các tác động đến hệ thống. Thông qua bàn phím, các binh sĩ có thể bắt đầu thử nghiệm, đánh giá hiệu năng của hệ thống, tải các chương trình hay ứng dụng mới vào máy tính của Aegis. ORTS được thiết kế nhằm kiểm soát tất cả các lỗi có thể xảy đối với hệ thống đảm bảo cho hệ thống vận hành một cách chính xác nhất.
Hệ thống đào tạo Aegis: cho phép các binh sĩ trên tàu khu trục lớp Maya thực hiện đào tạo thông qua các kịch bản chiến tranh. Hệ thống có khả năng ghi lại các tình huống, các sự kiện cụ thể cho việc tự đánh giá.

### Cảm biến/radar
Các bộ cảm biến trên tàu bao gồm radar định vị nhận dạng và theo dõi mục tiêu mặt nước Northrop Grumman AN/SPQ-9B (hoat động trên băng tần X), radar chuyển hướng, dẫn đường OPS-20B.

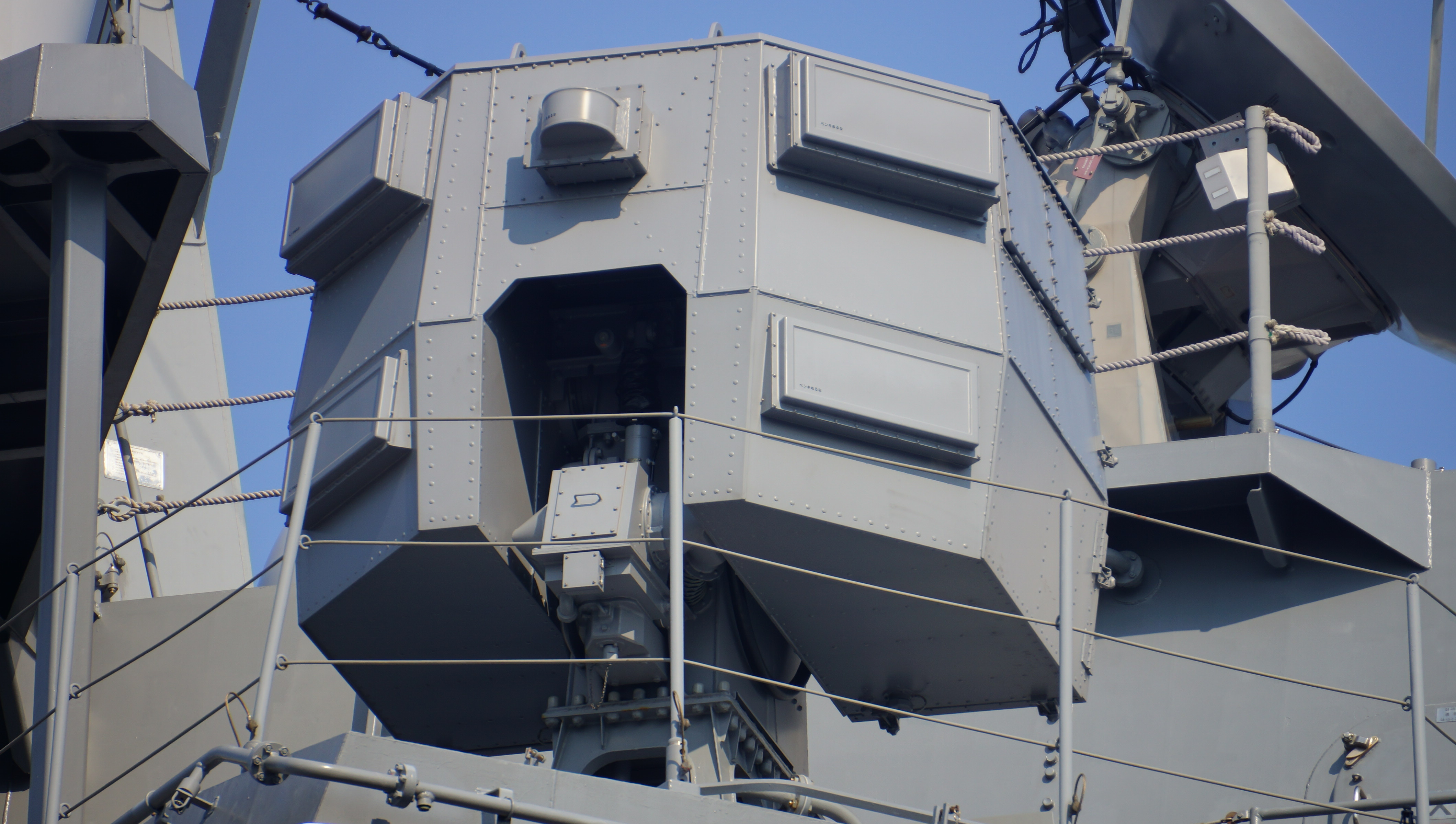
Hệ thống chiến tranh điện tử NOLQ-2B ESM/ECM.
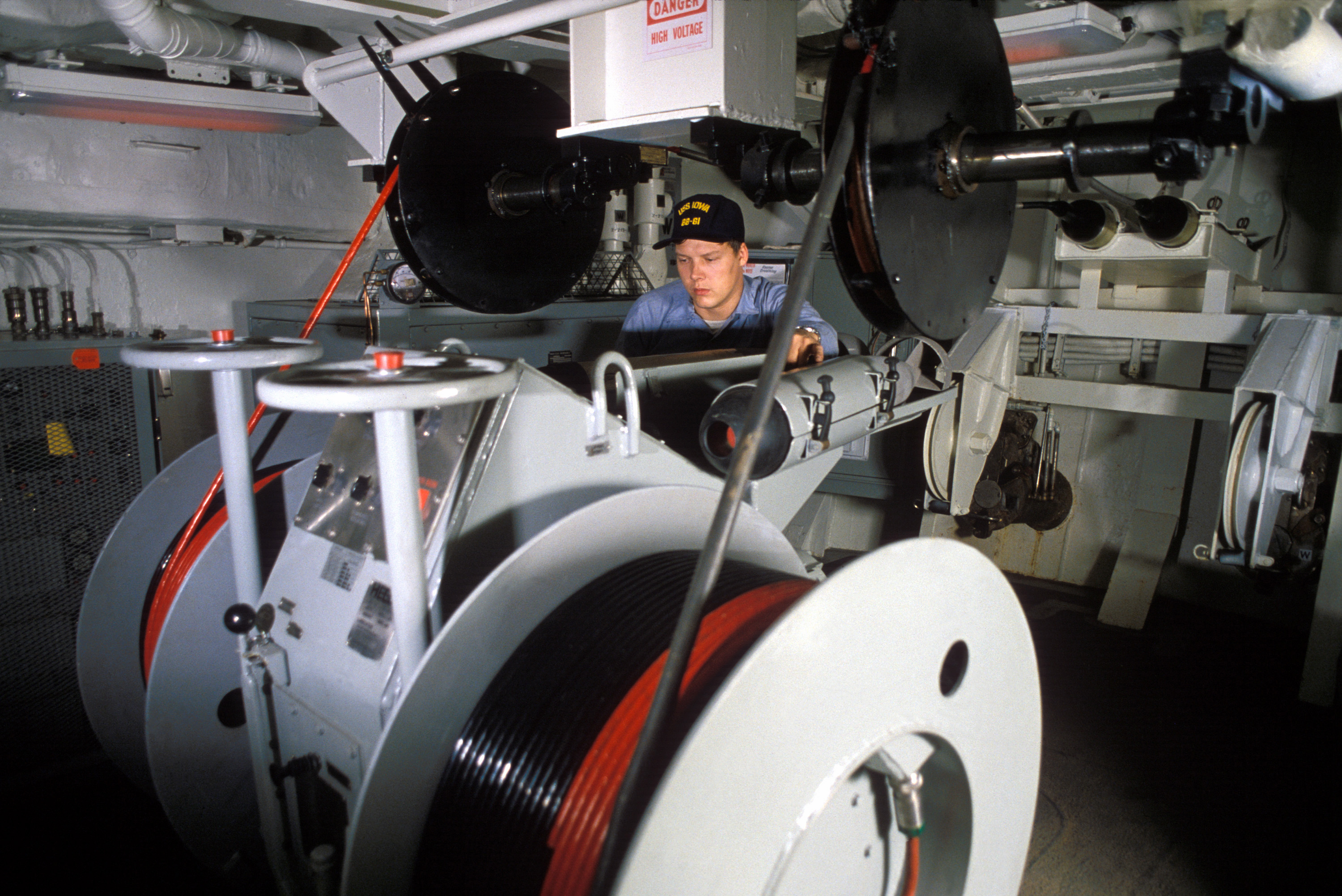
Hệ thống nhử mồi ngư lôi kiểu mảng kéo AN/SLQ-25 Nixie.
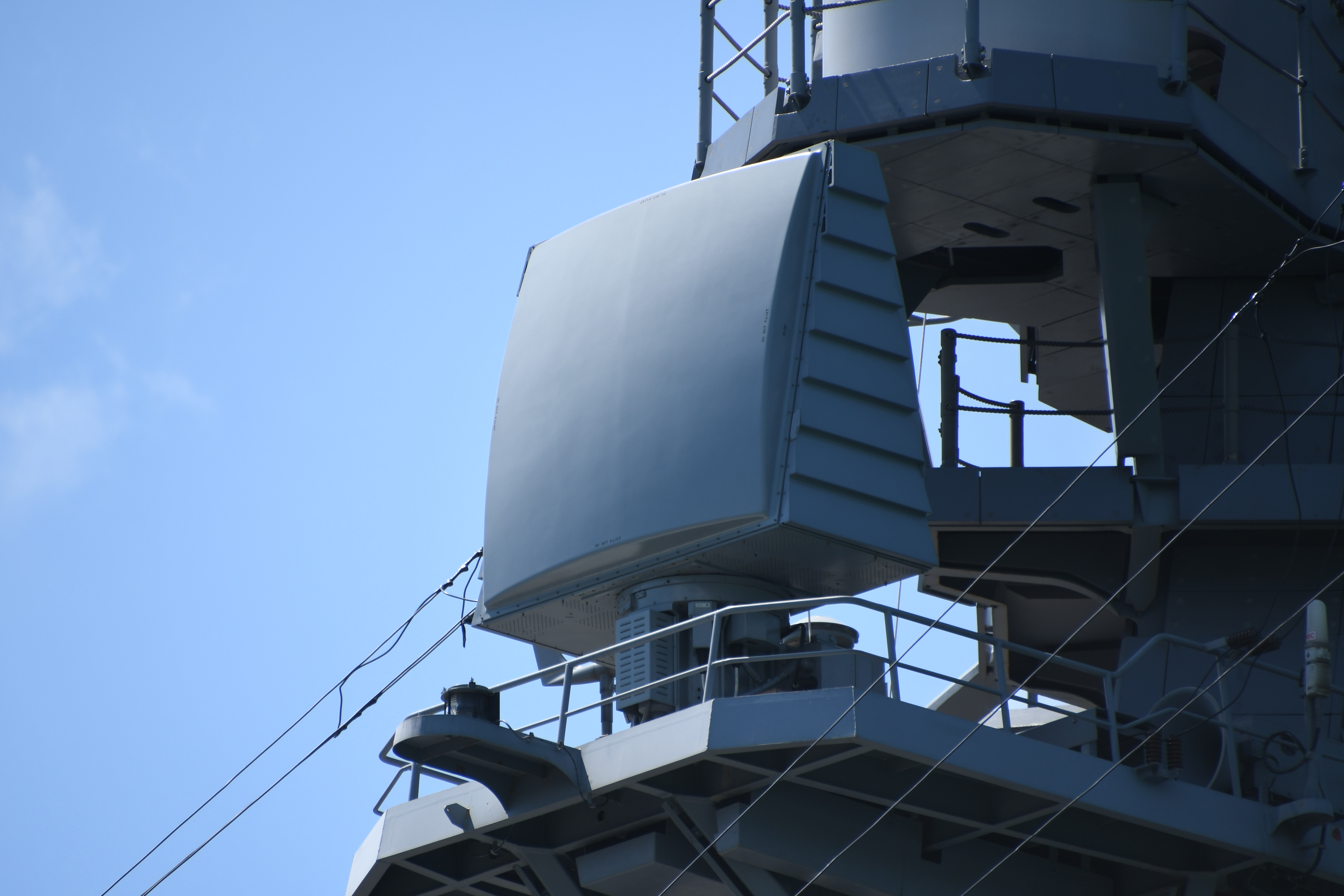
Radar định dạng và theo dõi mục tiêu mặt nước AN/SPQ-9B.
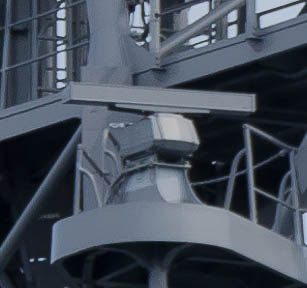
Radar chuyển hướng, dẫn đường OPS-20.

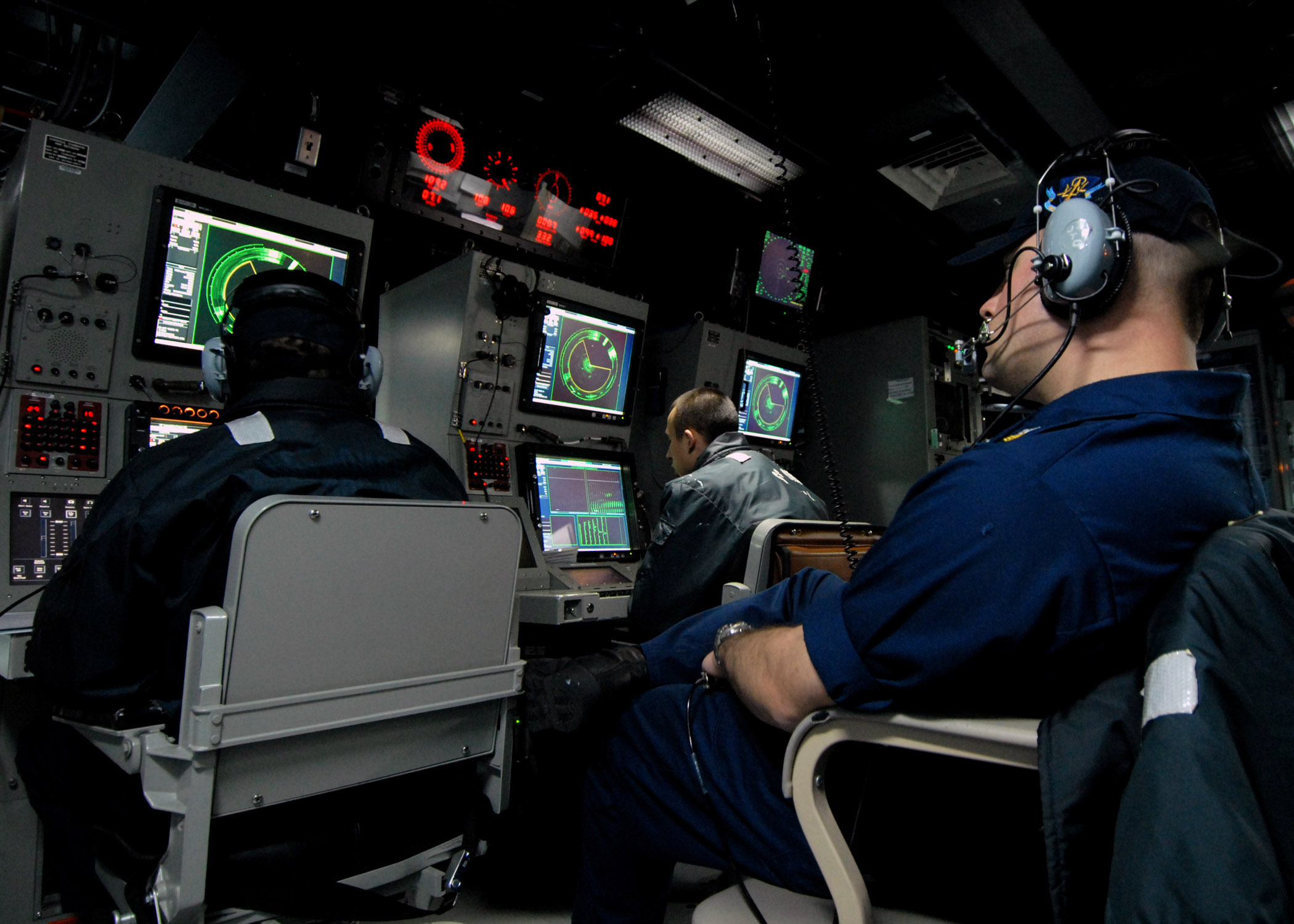
Giao diện hiển thị - kiểm soát của Hệ thống kiểm soát tác chiến chống ngầm AN/SQQ-89 (V) 15.

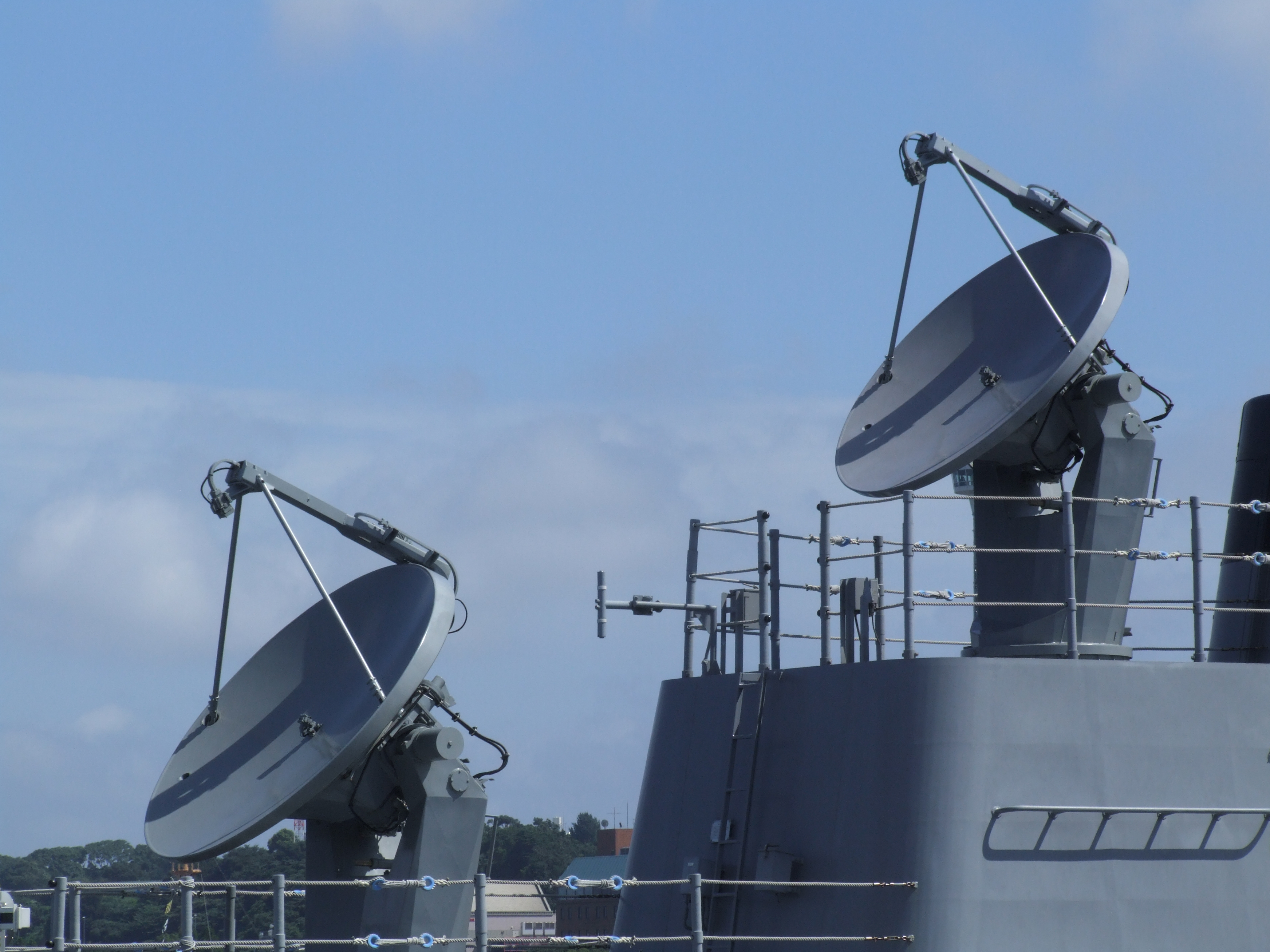
Radar chiếu xạ mục tiêu AN/SPG-62A.

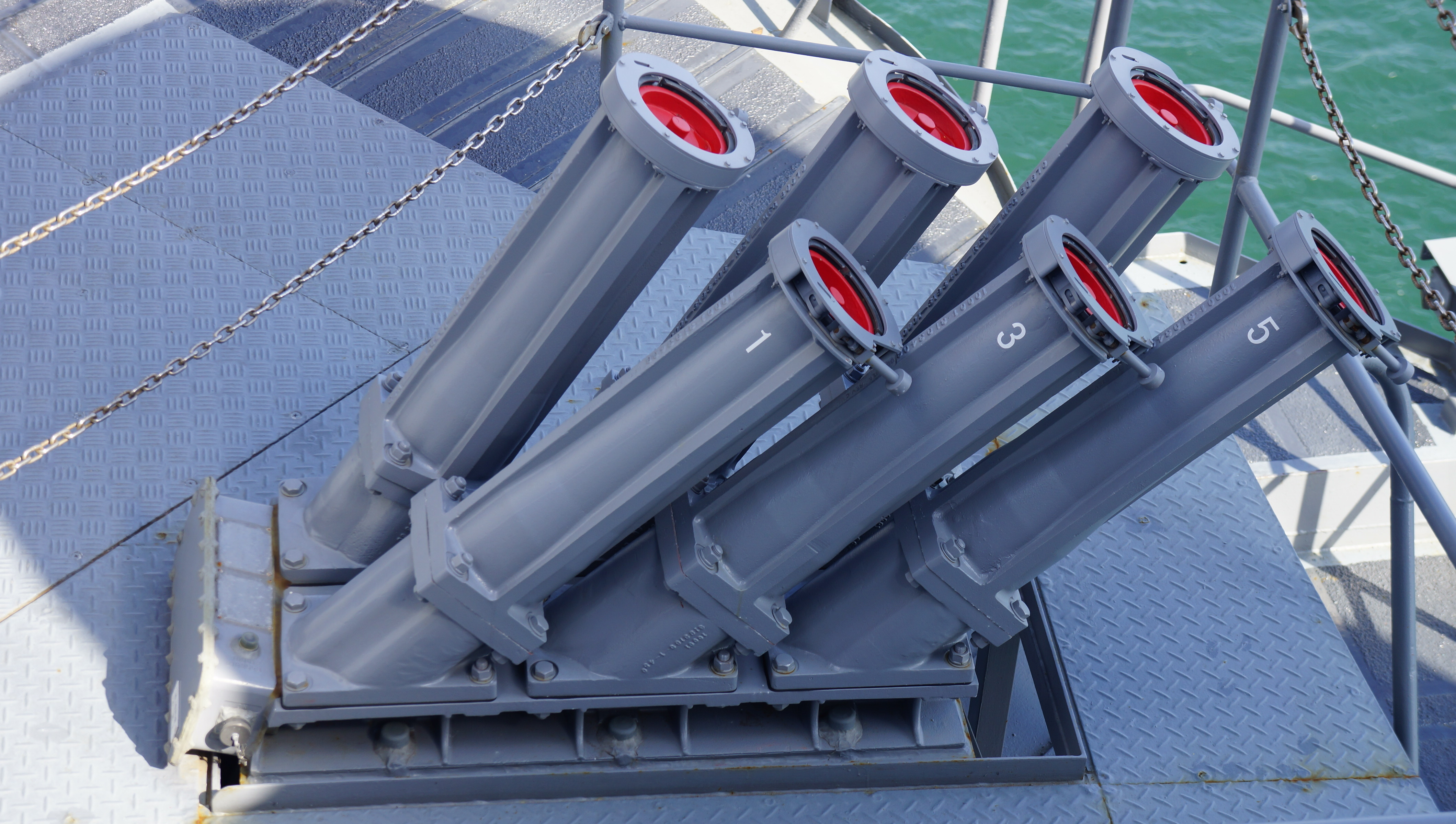
Hệ thống mồi bẫy Mk-137 SRBOC của JDS Kurama (DDH-144).

### Sonar
Hệ thống kiểm soát tác chiến chống ngầm AN/SQQ-89 (V) 15J ASWCS bao gồm các hệ thống sonar kiểu mảng kéo AN/SQR- 20 MFTA và sonar kết hợp chủ/bị động phát hiện và xác định vị trí tàu ngầm AN/SQS-53C. AN/SQS-53C có thể phát hiện trên tầm xa đến 150 dặm (278 km). Anten của AN/SQS-53C là loại TR-343J do Tổng công ty NEC sản xuất trong nước. TR-343J được được gắn cố định trong quả cầu hình giọt nước ở mũi tàu, anten được tách rời khỏi các khoang trên tàu bằng bộ phận cách âm, giảm tối thiểu nhiễu thủy âm khi sonar hoạt động. Sonar kiểu mảng kéo AN/SQR- 20 MFTA là loại sonar hoạt động trên tần số thấp LFA (100–500 Hz). AN/SQR- 20 MFTA có thể cho phép phát hiện mục tiêu ở khoảng cách đến 70 km, độ sâu từ 200 m cho đến 2 km dưới mặt nước biển. Mỗi lần phát xung tìm kiếm kéo dài từ 6 đến 100s. Giãn cách thời gian giữa hai lần phát là 6 – 15 phút.

### Hệ thống kiểm soát hỏa lực (FCS)
Hệ thống kiểm soát hỏa lực Mk-116 dùng cho hệ thống vũ khí chống ngầm, hệ thống kiểm soát hỏa lực Mk-160 dùng cho pháo hạm 127 mm Mk45 mod 4 và hệ thống kiểm soát hỏa lực Mk-99 mod 8 cung cấp kênh dẫn hướng cho tên lửa đã được radar AN/SPY-1D(V) chiếu xạ. Mk-99 mod 8 gồm 3 hệ thống radar AN/SPG-62A hoạt động trên băng tần J, hệ thống cho phép chiếu xạ mục tiêu dẫn đường pha cuối cho tên lửa đánh chặn SM-2/SM-3. Tàu có 4 anten có thể cùng lúc dẫn tên lửa đánh 4 mục tiêu.

### Hệ thống chiến tranh điện tử
Phương thức "bảo vệ mềm" (soft-kill) của Maya bao gồm hệ thống chiến tranh điện tử NOLQ-2 ESM/ECM và hệ thống mồi bẫy Mk-137 SRBOC. Hệ thống NOLQ-2 ESM/ECM được cấu thành bởi hai bộ phận chính là trinh sát điện tử và gây nhiễu điện tử. Hệ thống chiến tranh điện tử NOLQ-2 ESM/ECM được điều khiển bởi một máy tính tốc độ cao có khả năng xử lý, quản lý hàng nghìn phép tính/giây và được vận hành bằng phương thức tự động hoặc bán tự động. Trong đó, bộ phận trinh sát điện tử sử dụng băng tần hỗ hợp nên có khả năng mở rộng dải trinh sát với độ chính xác lên tới 1 độ và phạm vi bao phủ 360 độ. Còn bộ phận gây nhiễu điện tử được cấu thành bởi 4 annten, mỗi anten có khả năng tác nghiệp một góc 90 độ với tổng cộng 140 dải tần số khác nhau. Hệ thống này có thể cùng một lúc gây nhiễu đối với 80 bộ radar với thời gian phản ứng trước các tình huống cực ngắn. Vị trí lắp đặt của NOLQ-2 trên JDS Haguro cao hơn khoảng 5,5 mét so với JDS Maya, cho phép có thể phát hiện ra các sóng vô tuyến của tàu địch sớm hơn .
Hệ thống Mk-137 SRBOC thường kết hợp với hệ thống chiến tranh điện tử NOLQ-2 ESM/ECM. Mk-137 SRBOC được bắt đầu đưa vào trang bị từ năm 1976, với bán kính tác chiến gây nhiễn là 4 km; công suất gây nhiễu từ 7 - 8 kW; công suất gây nhiễu hồng ngoại từ 3 - 5 kW; độ cao tác chiến là 150m, độ trễ là 3,5 - 0,5 giây; thời gian hình thành khu vực gây nhiễu là 8,5 giây; thời gian hình thành tường hồng ngoại gây nhiễu là 6 giây. Cơ chế hoạt động của Mk-137 đó là phóng ra các quả rocket chứa nhiều lá nhôm để tạo các mục tiêu giả qua đó đánh lừa hệ thống đầu dò mục tiêu trên tên lửa của đối phương, từ đó khiến tên lửa đối phương bắn nhầm mục tiêu.
Ngoài ra, tàu còn có hệ thống nhử mồi ngư lôi kiểu mảng kéo AN/SLQ-25 Nixie do Công ty Argon ST Fairfax, Virginia, sản xuất. AN/SLQ-25 Nixie được điều khiển số hóa và thiết kế kiểu module, có khả năng đánh lừa loại ngư lôi tìm bắt mục tiêu nhờ âm thanh. Khi được triển khai, AN/SLQ-25 được phóng ra từ phía đuôi tàu thông qua ống phóng để phóng ra một phao tiêu hình dây, sử dụng một dây cáp điện đồng trục truyền tín hiệu kéo theo phía đuôi tàu. Bên trong phao tiêu là một thiết bị phát âm thanh dưới nước, sử dụng phương thức điện tử hoặc điện cơ để phát ra tín hiệu âm thanh mô phỏng đúng với tần số của các thiết bị trong tàu như động cơ, buồng máy. Do tín hiệu phát ra có cường độ lớn hơn tín hiệu âm thanh của tàu nên có thể bảo vệ cho tàu không bị tấn công.
AN/SLQ-25 có hai loại, loại A và loại B. Trong đó, loại B là loại được trang bị phổ biến cho các tàu khu trục của JMSDF do có khả năng đối phó hiệu quả trước nhiều loại "ngư lôi thông minh" thế hệ mới. Loại B được lắp hệ thống sénor dạng cáp kéo, có khả năng phát ra cảnh báo đối với ngư lôi hoặc tàu ngầm. AN/SLQ-25B có thể sử dụng để đối phó với ngư lôi tìm bắt mục tiêu bằng âm thanh chủ động, có khả năng ngăn chặn tín hiệu xung mạch của ngư lôi, đồng thời kích âm thanh to lên gấp 2 - 3 lần âm thanh gốc nhằm thu hút các loại ngư lôi sử dụng đầu dò sonar thụ động về phía nó thay vì lao về phía tàu chiến, từ đó nâng cao năng lực đánh lừa.

### Hệ thống thông tin liên lạc

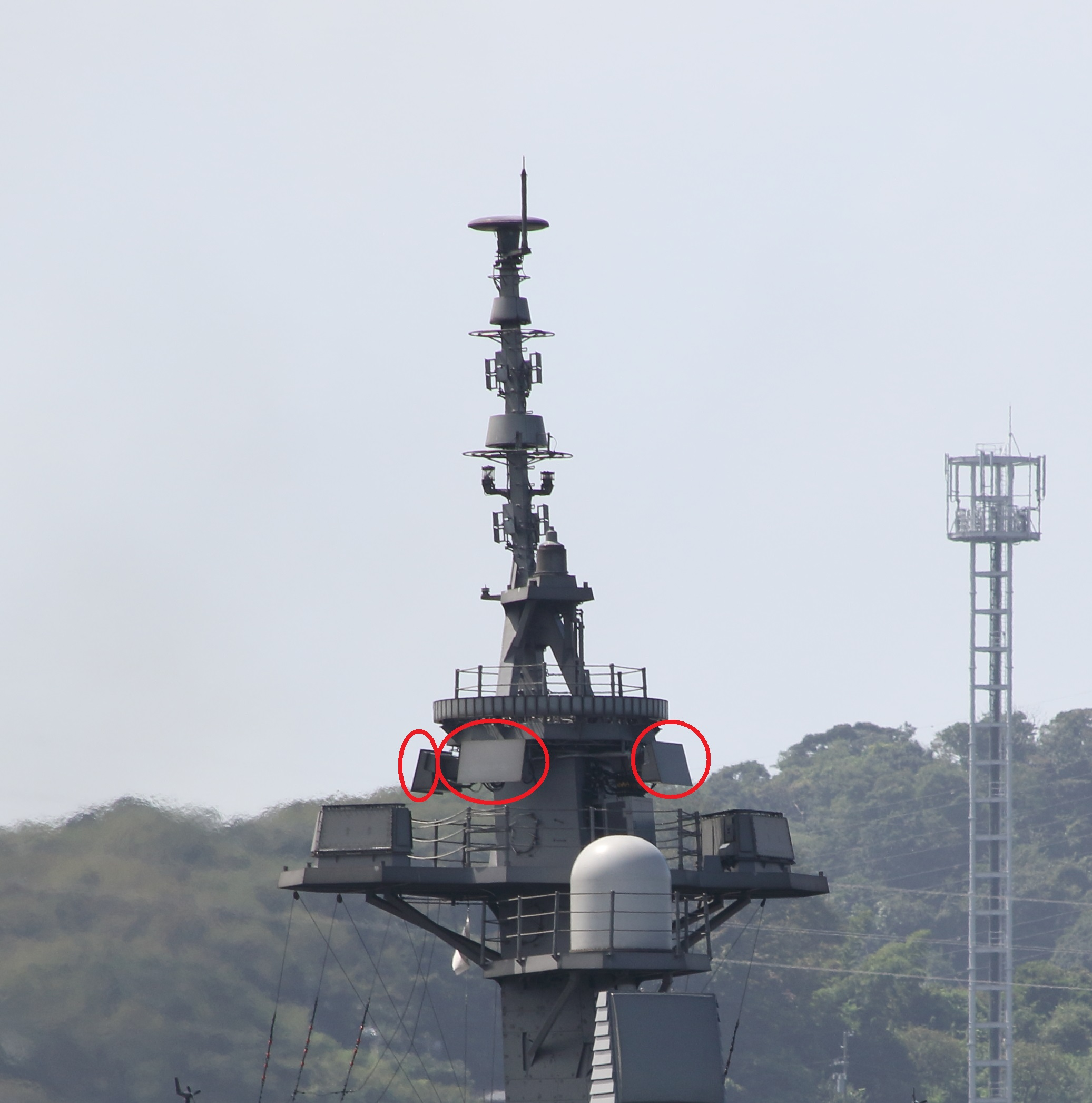
Anten mảng của Hệ thống phối hợp trong tác chiến (CEC) trên tàu JDS Maya (DDG-179).

Hệ thống thông tin liên lạc của tàu ngoài hoạt động trên tần sóng ngắn thông thường (HF), tần số rất cao (VHF) và tần số cực cao (UHF), còn có thể tham gia vào mạng dữ liệu tích hợp (JDN) và Hệ thống dữ liệu chiến thuật Hải quân (NTDS). Được liên kết thông qua hệ thống thông tin liên lạc cấp chiến thuật Link 11 và Link 16. Đối với liên lạc vệ tinh, tàu đươc trang bị hệ thống liên lạc vệ tinh NORA-1C (hoạt động trên băng tần X) dùng để kết nối với vệ tinh SUPERBIRD B2, NORQ-1 (hoạt động trên băng tần Ku) và AN/USC-42 kết nối với UHF-SATCOM của Quân đội Liên bang Mỹ.
Các hệ thông này giúp kết nối tất cả các đơn vị thuộc Lực lượng Phòng vệ Nhật Bản (JSDF) và đồng minh tới từng thiết bị quân sự. Cho phép tàu lớp Atago có thể trao đổi với các tàu chiến khác cũng như các máy bay chiến đấu và các lực lượng mặt đất của JSDF các dữ liệu dạng hình ảnh, tọa độ mục tiêu và tin nhắn dạng văn bản ở cấp chiến thuật trong thời gian gần với thời gian thực.
Ngoài link-16, Atago còn được tích hợp hệ thống phối hợp trong tác chiến (CEC) của Mỹ. CEC trên tàu kết hợp với máy bay cảnh báo sớm trên không AWACS E-2D Hawkeye của Lực lượng Phòng vệ trên không Nhật Bản (JASDF) cho phép chia sẻ dữ liệu cảm biến để dẫn đường cho tên lửa. E-2D có thể cung cấp dữ liệu mục tiêu cho tên lửa SM-2/SM-3 phóng đi từ tàu để tấn công các mục tiêu bên ngoài tầm của radar trên chiến hạm. Ngoài ra, CEC còn cho phép các tàu lớp Atago phối hợp với các tàu chiến và máy bay của Quân đội liên bang Mỹ.

## Tên lửa
Tàu khu trục lớp Maya được được lắp đặt hệ thống phóng thẳng đứng VLS Mk-41 mod 20 với 64 hệ thống phóng ở phía trước và 32 ở phía sau. Hệ thống Mk-41 mod 20 được dùng để phóng tên lửa phòng không RIM-66M-5 Standard SM-2ER Block IIIB/RIM-161 Standard SM-3 Block IA ABM và tên lửa chống ngầm Type 07 VL ASROC. Tên lửa sẽ bắn theo nguyên tắc "phóng nóng" (kiểu phóng nóng nghĩa là động cơ tên lửa được kích hoạt ngay khi trong ống phóng). 

### Tên lửa phòng không RIM-66M-5 Standard SM-2ER Block IIIB/RIM-161 Standard SM-3 Block IA ABM
Trong tác chiến phòng không, tàu trang bị tên lửa phòng không tầm xa RIM-66M-5 Standard SM-2ER Block 3B tầm bắn từ 74–170 km, tầm cao 24 km, tốc độ hành trình Mach 3,5, lắp đầu đạn phân mảnh MK-115. RIM-66M-5 Standard SM-2ER Block IIIB do Tập đoàn Raytheon (Mỹ) nghiên cứu phát triển và đưa vào sử dụng trong những năm 1990. RIM-66M-5 được trang bị một động cơ phụ tăng cường lực đẩy Mk-72 ứng dụng hệ thống kiểm soát lực đẩy vector để điều chỉnh đường bay và không có vây ổn định. Tên lửa SM-2ER Block 3B được dẫn đường qua 3 giai đoạn, giai đoạn bằng quán tính, giai đoạn giữa thông qua radar AN/SPY-1D (V), giai đoạn cuối dẫn bằng radar bán chủ động. Mỗi quả tên lửa SM-2ER Block 3B có giá khoảng 3 triệu đô la.
Khi thực hiện nhiệm vụ chống tên lửa đạn đạo tầm trung, tàu sẽ sử dụng tên lửa đánh chặn RIM-161 Standard SM-3 Block 1A ABM. Tên lửa đánh chặn SM-3 được phát triển dựa trên SM-2 Block IV (RIM-156), tên lửa nặng 1,5 tấn, dài 6,55m, đường kính thân 0,34m, sải cánh 1,57m. SM-3 được thiết kế với 3 tầng động cơ đẩy nhiên liệu rắn cho phép đạt tốc độ đánh chặn 9.600 km/h (gấp gần 8 lần vận tốc âm thanh), tầm bắn trên 500 km, độ cao bay 160 km. Mỗi quả SM-3 Block 1А có đơn giá 9,5-10 triệu đô la. Ngày 21 tháng 2 năm 2008, sau quá trình chuẩn bị, tàu tuần dương USS Lake Erie của Hải quân Liên bang Mỹ đã sử dụng tên lửa SM-3 Block 1А để đánh chặn và phá hủy vệ tinh mất điều khiển USA-193 trên khoảng cách 275 km.
Nguyên lý hoạt động của SM-3 Block 1A là khi hệ thống radar mạng pha AN/SPY-1D (V) phát hiện mục tiêu tên lửa đạn đạo, hệ thống vũ khí Aegis dựa vào các thông số cần thiết (tốc độ mục tiêu, quỹ đạo bay) tính toán một giải pháp đánh chặn. Sau đó, hệ thống sẽ kích hoạt tên lửa đánh chặn SM-3 Block 1A để tiêu diệt mục tiêu. SM-3 Block 1A rời bệ phóng thẳng đứng Mk-41 mod 20 bằng tầng động cơ khởi tốc nhiên liệu rắn Mk-72 4 loa phụt. Giai đoạn này tên lửa chủ yếu được dẫn đường bằng hệ thống định vị quán tính.
Khi cháy hết nhiên liệu, tên lửa sẽ tách tầng khởi tốc Mk-72 và kích hoạt động cơ tăng tốc – hành trình 2 chế độ Mk-104. Giai đoạn này tên lửa được dẫn hướng thông qua radar AN/SPY-1D (V) trên tàu phóng với sự hỗ trợ của hệ thống định vị toàn cầu GPS. Sau khi tách tầng đẩy Mk-104, tầng 3 động cơ đẩy tăng cường Mk-136 (cháy trong 30 giây) sẽ được kích hoạt và đưa tên lửa vượt ra ngoài tầng khí quyển. Мk-136 là động cơ nhiên liệu rắn 2 lần khởi động do Công ty Alliant Techsystems (ATK) chế tạo. Nó được nạp 2 liều phóng rắn ngăn cách bởi hệ thống barier, kết cấu của nó làm bằng các vật liệu composite epoxy grafit và carbon-carbon. Để ổn định và định hướng tầng 3 tên lửa khi bay tự hoạt trong thành phần động cơ có hệ thống điều khiển tích hợp sử dụng gas lạnh làm thể công tác.
Khi tên lửa tách tầng đẩy Mk-136, thì kết cấu tầng tự dẫn LEAP (Lightweight Exo-Atmospheric Projectile) nặng 23 kg được kích hoạt. Tầng tự dẫn LEAP sẽ tự động tìm kiếm mục tiêu thông qua các dữ liệu từ hệ thống chiến đấu Aegis trên tàu phóng tên lửa. LEAP dùng một cảm biến hồng ngoại kết hợp radar bán chủ động để xác định mục tiêu. LEAP có thể phân biệt được đâu là đầu đạn tên lửa, đâu là mảnh vụn tách ra từ tầng đẩy tên lửa. Trong module LEAP tích hợp đầu đạn động năng (dùng động lực để phá hủy mục tiêu thay vì thuốc nổ). Theo tính toán, động năng của vụ va chạm có thể đạt 130 Jun (tương đương với 31 kg thuốc nổ TNT) đủ khả năng phá hủy mục tiêu tên lửa đạn đạo.

### Tên lửa chống ngầm Type 07 VL ASROC
Để chống ngầm, Maya mang theo tên lửa chống ngầm Type 07 VL ASROC. Type 07 VL-ASROC là tên lửa chống ngầm nội địa do Viện Nhiên cứu và Phát triển kỹ thuật Nhật Bản (TRDI) tự sản xuất trong nước. Type 07 được nghiên cứu phát triển vào năm 1999 và được chính thức chấp nhận đưa vào trang bị cuối năm 2007. Cấu tạo của Type 07 tương tự họ tên lửa chống ngầm RUM-139 của Mỹ.  Nó gồm hai tầng động cơ phản lực nhiên liệu rắn, động cơ tầng thứ nhất là động cơ tăng tốc lấy độ cao, động cơ tầng thứ hai là động cơ hành trình nhiên liệu rắn.
Type 07 VL ASROC có chiều dài 6,5m, đường kính thân 0,45m, trọng lượng 1284 kg và đạt tầm bắn 30 km (tương đương 18 dặm). Tên lửa mang một quả ngư lôi chống ngầm hạng nhẹ Type 97 hoặc Type 12.
Khi có thông tin phát hiện tọa độ khu vực hoạt động của tàu ngầm đối phương từ hệ thống radar, các thông tin, dữ liệu về tọa độ mục tiêu, quỹ đạo đường đạn sẽ được truyền tải đến hệ thống máy tính điều khiển của tàu. Từ bàn điều khiển, các binh sĩ sẽ tiến hành triển khai các hoạt động chuẩn bị tên lửa, nạp dữ liệu mục tiêu vào bộ nhớ máy tính tên lửa và phóng tên lửa. Hệ thống dẫn đường quán tính được sử dụng khi bay tiếp cận vị trí của mục tiêu trong cơ sở dữ liệu  Ở một vị trí định sẵn trên quỹ đạo đường bay, ngư lôi sẽ tự tách khỏi tên lửa và rơi xuống biển bằng dù hãm, việc này sẽ giúp giảm thiểu tối đa âm thanh khi rơi xuống nước. Sau khi cắt dù, ngư lôi tự kích hoạt bộ phận tự dẫn để thực hiện hoạt động tìm kiếm và tấn công mục tiêu. Điểm mạnh của tên lửa này là sử dụng tốc độ cao của tên lửa để nhanh chóng tiêu diệt tàu ngầm khi nó bị phát hiện. Type 07 VL ASROC thường sử dụng cơ chế bắn loạt nhiều tên lửa về phía khu vực có tàu ngầm nên xác suất tiêu diệt mục tiêu rất cao. Ngoài ra, nó cũng có khả năng tự hủy sau một thời gian nếu tìm không thấy mục tiêu.

### Tên lửa chống hạm SSM-1B Type 90
JDS Maya được được trang bị 2 bệ, mỗi bệ 4 ống phóng kiêm bảo quản dùng cho tên lửa chống hạm SSM-1B Type 90. Bệ phóng được thiết kế nghiêng 45 độ và đặt đối xứng nhau. Do được thiết kế nghiêng 45 độ và đặt đối xứng nhau, hệ thống phóng rất cồng kềnh, tốn nhiều diện tích trên tàu. Khi phóng tên lửa, tàu phải xoay ngang làm tăng độ bộc lộ trước đối phương và mỗi lần chỉ phóng được 50% cơ số tên lửa SSM-1B Type 90 mang theo.
SSM-1B Type 90 được MHI phát triển vào năm 1988 và được đưa vào trang bị năm 1992. Type 90 là phiên bản trên hạm của hệ thống phòng thủ bờ biển Type-88. Type 90 có thiết kế khí động học pha trộn giữa tên lửa chống hạm RGM-84 Harpoon của Mỹ và Exocet của Pháp. Tên lửa có 4 vây ổn định lớn hình tam giác ở gần giữa thân hơi xích ra phía sau (sải cánh này lớn hơn so với Harpoon và Exocet) cùng 4 vây lái nhỏ hình tam giác ở đuôi tên lửa.
Type 90 có chiều dài 5,1m, đường kính 0,35m, sải cánh 1,19m, trọng lượng phóng 660 kg. Tên lửa có tầm bắn 200 km mang theo đầu đạn nặng 225 kg, tốc độ hành trình của tên lửa khoảng 1.150 km/h.
Khi tác chiến, tên lửa được đưa ra khỏi ống phóng bằng một động cơ tăng cường nhiên liệu rắn. Sau khi động cơ tăng cường cháy hết, động cơ phản lực Mitsubishi TJM-2 sẽ được kích hoạt để đưa tên lửa hành trình đến mục tiêu. Để có độ linh hoạt cao và tăng khả năng sống sót cho tên lửa hệ thống đẩy vectơ đã được tích hợp vào.
Tên lửa được dẫn hướng kết hợp quán tính ở giai đoạn đầu và giai đoạn giữa, giai đoạn cuối tên lửa sử dụng radar chủ động để tìm và xác định mục tiêu. Nếu không tìm thấy mục tiêu trong một khoảng thời gian tên lửa sẽ tự hủy hay nhận lệnh tự hủy từ bên ngoài. Type-90 có thể bay lướt mặt biển ở độ cao cực thấp và có khả năng bay vòng qua vật cản để đến vị trí mục tiêu. Khi bay ở giai đoạn kiểm tra cảnh giới, nó bay cách mặt biển 15m, ở giai đoạn cuối khi tiếp cận mục tiêu, nó chỉ cách mặt biển 2-3m, việc bay quá thấp như vậy hoàn toàn 'làm mù" hệ thống radar cảnh giới của đối phương.
Đầu nổ của đầu đạn Type 90 là loại "bán xuyên giáp". Trước tiên, dựa vào năng lượng vận động khi bay, đầu đạn có thể xuyên thủng mạn tàu đối phương, ngòi đầu nổ tên lửa có thể xuyên thủng mạn tàu địch, sau mấy giây xuyên vào trong tàu, ngòi đầu nổ tên lửa lại dẫn nổ, từ đó làm nổ tung đầu đạn có chứa lượng thuốc nổ cực mạnh ngay trong thân tàu, cộng với lượng chất đốt vẫn chưa cháy hết của tên lửa cùng tung ra theo tiến nổ, khiến cả khoang tàu bốc cháy, làm tàu địch bị phá hủy nặng nề. Đường kính lỗ đạn phá có thể rộng đến 10m. Loại tên lửa này có thể hoạt động trọng mọi điều kiện thời tiết và có khả năng chống nhiễu cao, nếu nó thấy bị nhiễu thì hệ thống điện tử sẽ thực hiện các bước chống nhiễu và nếu thấy không hiệu quả nó sẽ chuyển chế độ ra đa từ chủ động sang bị động dò nguồn gây nhiễu. Trong chế độ này nó sẽ ưu tiên diệt nguồn gây nhiễu trước để các tên lửa sau có thể dò ra mục tiêu cần diệt. Đầu tự dẫn radar kiểu chủ động có thể tự điều chỉnh đường ngắm trúng vào mục tiêu trong mặt phẳng góc + 30o, dẫn tên lửa vào chỗ tập trung mạnh nhất sóng phản xạ từ vỏ tàu mục tiêu về, thường tạo nên "tâm" bề mặt phản xạ của tàu.

### Tên lửa chống hạm SSM-2 Type 17
Trong quá trình đóng mới tàu JSD Haguro, JMSDF đã thay thế tên lửa chống hạm Type 90 bằng SSM-2 Type 17 hiện đại hơn. Type 17 có tốc độ cận âm, được phát triển trên cơ sở tên lửa chống hạm Type 90. Loại tên lửa chống hạm này có tổng chiều dài khoảng 5 mét, đường kính thân khoảng 0,35 mét, tổng trọng lượng khoảng 700 kg; hình dáng khí động học thông thường, cánh trước và sau được thiết kế hình tam giác, bố trí vuông góc với tên lửa.
Tên lửa sử dụng phương pháp dẫn đường quán tính + GPS + dẫn đường bám địa hình + radar chủ động đầu cuối. Phương pháp dẫn đường còn được trang bị liên kết dữ liệu hai chiều, nên có khả năng chống nhiễu tốt hơn, cho mức chính xác rất cao. Phương pháp dẫn đường bay bám địa hình, thường được sử dụng trên tên lửa hành trình tiến công mặt đất và hiếm khi được sử dụng cho tên lửa chống hạm. Có thể đánh giá, tên lửa chống hạm Type 17 phản ánh tham vọng phát triển tấn công cả mục tiêu trên đất liền của Nhật Bản.
Số lượng ống phóng của JDS Haguro ít hơn so với các phiên bản chống hạm lắp trên các khu trục hạm trước đó của JMSDF; ống phóng được lắp ở giữa thân tàu, có đặc điểm là góc nâng của bệ phóng tên lửa tương đối lớn. Do thay thế động cơ tuabin phản lực mới, tốc độ tối đa của Type 17 đạt khoảng 0,9 Mach, tầm bắn đã được tăng lên 180 ~ 220 km, sau đó có thông tin cho rằng tầm bắn đã được tăng lên 400 km, nhưng chưa được xác nhận.
Type 17 bay ở độ cao khoảng 50 mét trên đất liền và 10 mét trên mực nước biển; tên lửa sử dụng đầu đạn xuyên giáp và bán xuyên giáp, trọng lượng ước tính khoảng 160 kg.

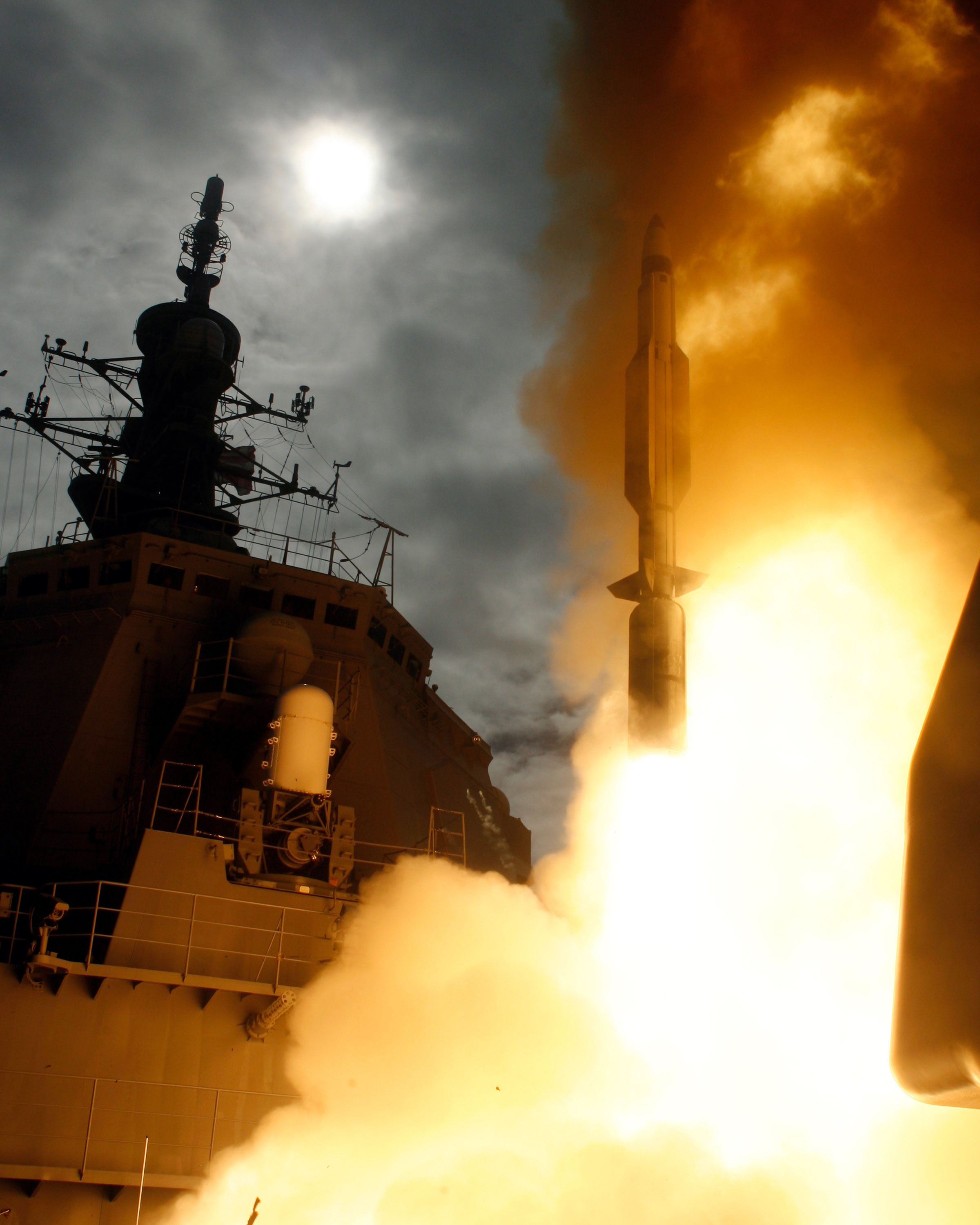
JDS Kongo phóng thử nghiệm RIM-161 Standard SM-3 Block 1A ABM trong khuôn khổ Chương trình thử nghiệm JFTM-1, ngoài khơi đảo Kauai, Hawaii, ngày 18 tháng 12 năm 2007.
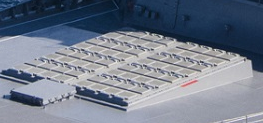
Hệ thống ống phóng thẳng đứng (VLS) Mk-41 mod 20 của tàu JDS Maya (DD-179).
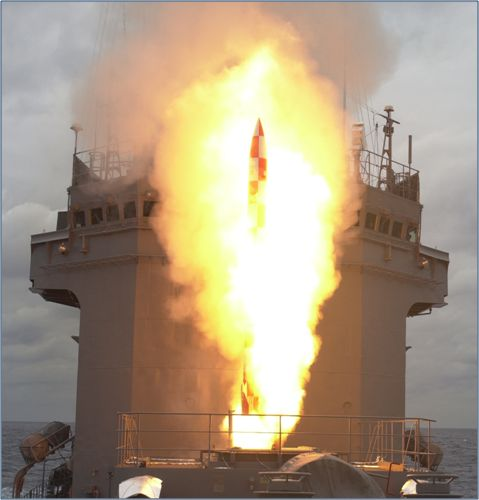
JS Asuka (AE-6102) phóng thử nghiệm tên lửa chống ngầm Type 07, ngày 1 tháng 4 năm 2012.
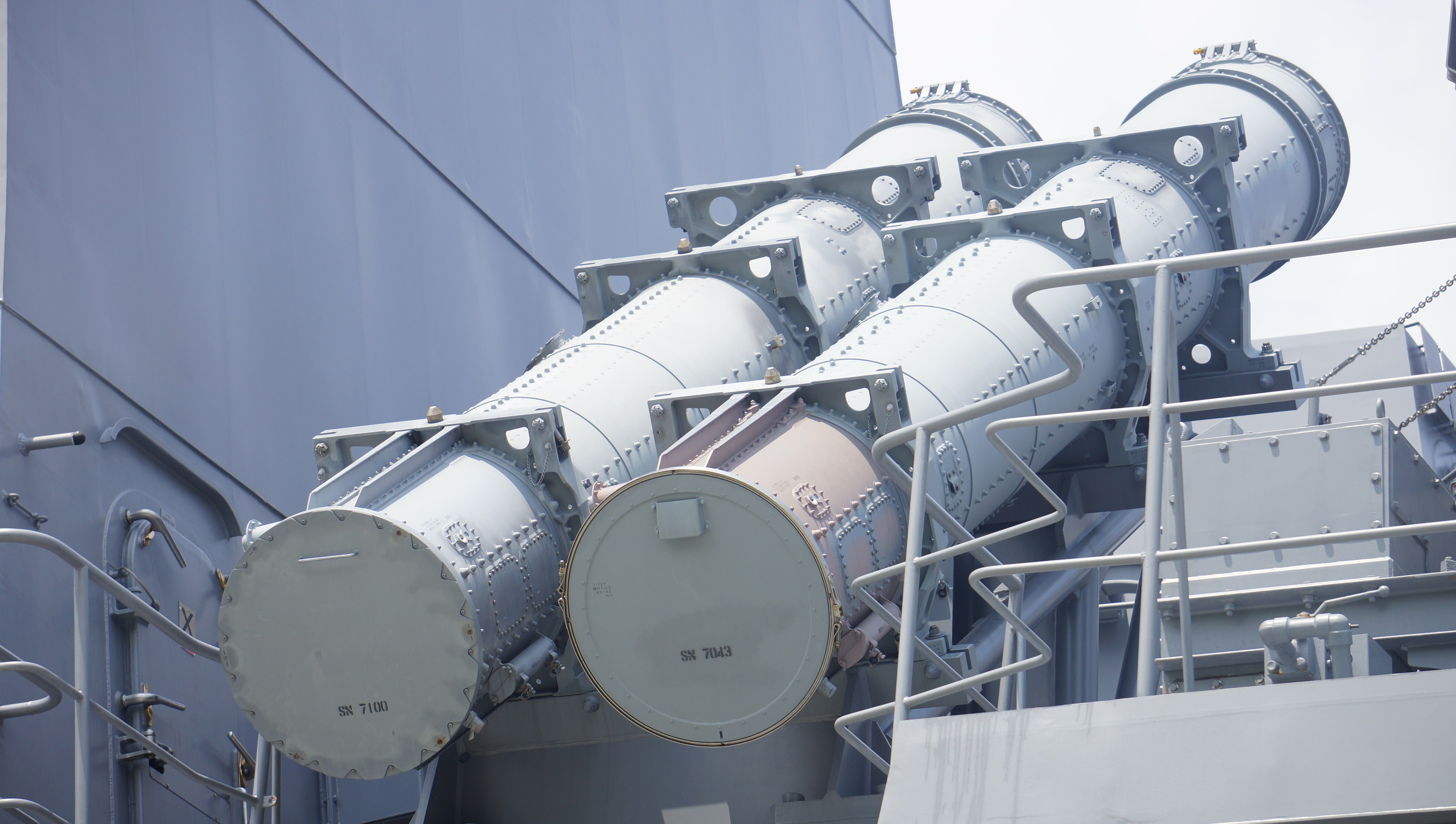
Ống phóng kiêm bảo quản của tên lửa chống hạm SSM-1B Type 90

## Ngư lôi và pháo hạm

### Ngư lôi hạng nhẹ Type 97
Tàu còn có sự hỗ trợ của 2 cụm phóng ngư lôi với 3 ống phóng 324mm HOS-303 sử dụng ngư lôi Type 97. Hệ thống phóng được thiết kế có khả năng xoay, điều hướng và bắn từ xa (riêng việc bắn có thể thực hiện tại chỗ bằng tay) nhắm tới mục tiêu cần diệt. Các ống phóng được làm từ vật liệu sợi thủy tinh hoặc kim loại, bên trong ống được bọc một lớp sợi thủy tinh để có thể bảo quản ngư lôi trong điều kiện thời tiết khắc nghiệt của Nhật Bản. Ngoài ra, tàu cũng có thể sử dụng các loại ngư lôi khác như Mk-46, Mk-50 hay Mk-54 do Mỹ sản xuất.
Dự án ngư lôi hạng nhẹ GRX-4 được Viện Nghiên cứu và Phát triển kỹ thuật Nhật Bản (TRDI) và Mitsubishi Heavy Industries (MHI) hợp tác phát triển vào năm 1985. Năm 1989, nguyên mẫu đầu tiên đã được xuất xưởng. Đến năm 1997, loại ngư lôi mới được thông qua và định danh là Type 97. Ngư lôi Type 97 có vỏ làm bằng hợp kim nhôm, chiều dài 2,832m, đường kính 0,324m, trọng lượng 320 kg, vận tốc hành trình 45 hải lý (83,4 km/h) tầm bắn 11 km, khả năng lặn sâu 455m, hệ thống dẫn đường thủy âm chủ động - thụ động, đầu đạn nổ phá 43,1 kg, đầu nổ tiếp xúc, động cơ phản lực nước chạy điện giúp giảm tối đa độ ồn. Nguồn năng lượng được cung cấp bởi hệ thống ắc quy điện kẽm - bạc (cung cấp năng lượng cho động cơ điện công suất 35 mã lực). Type 97 được trang bị 2 chân vịt quay ngược nhau.
Ngư lôi Type 97 được phóng không tái nạp bằng cách nén không khí trong 2 bộ chứa thuốc súng phía sau. Sau khi phóng, ngư lôi được thả bằng dù và bắn sau khi lao xuống nước. Sau đó, Type 97 bắt đầu tìm kiếm mục tiêu và cơ động theo đường ốc xoắn. Hệ thống dẫn đường có khả năng phát hiện mục tiêu ở cự ly đến 595m. Sau khi phát hiện mục tiêu, ngư lôi bắt đầu lao đến mục tiêu với vận tốc rất nhanh. Trong trường hợp tấn công không thành công, hệ thống dẫn đường cho phép tiến hành tấn công lại.

### Pháo hạm 127 mm Mk-45 mod 4
Pháo chính của tàu là pháo hạm 127 mm Mk-45 mod 4 có chiều dài nòng gấp 62 lần đường kính do Công ty Japan Steel Works sản xuất theo giấy phép của Tập đoàn BAE System, Anh. Mk-45 mod 4 là loại pháo hạm tự động nhẹ nhất, nhỏ gọn nhất trên thế giới hiện nay, đồng thời cũng được triển khai rộng rãi nhất với hơn 260 hệ thống cung cấp cho Hải quân Hoa Kỳ (US Navy) và hải quân hơn 10 nước khác trên toàn thế giới.
Pháo có kết cấu góc cạnh giúp giảm đáng kể diện tích phản xạ sóng radar qua đó nâng cao năng lực tàng hình cho tàu. Mk-45 mod 4 có trọng lượng là 28,9 tấn, sử dụng nòng pháo dài 7,87m (tuổi thọ bắn 7.000 phát đạn), tốc độ bắn từ 16 - 20 viên/phút, có tầm bắn hiệu quả trong khoảng từ 45 – 50 km với độ chính cực cao do được trang bị đạn chính xác Excalibur N5 - có khả năng dẫn đường bằng GPS. Theo đó, với đạn tiêu chuẩn thông thường Mk 45 chỉ đạt tầm bắn 15 – 16 km, khiến các tàu chiến JMSDF phải tốn rất nhiều đạn mới có thể tiêu diệt mục tiêu, nhưng khi trang bị Excalibur N5 thì tầm bắn đạt gấp 3 lần, đồng thời giúp tàu chiến tăng diện tích tác chiến từ 370km2 lên thành 3.704km2.  Tốc độ bắn nhanh cùng với khả năng bắn nhiều loại đạn đặc biệt khiến Mk-45 mod 4 thích hợp với nhiều vai trò như tấn công tàu chiến đối phương trên mặt nước, phòng không và pháo kích bờ biển yểm trợ cho chiến dịch đổ bộ, tấn công nhanh.
Mk-45 mod 4 có thể bắn được bốn loại đạn khác nhau bao gồm loại xuyên giáp, gây cháy, văng mảnh trực tiếp và thậm chí có thể được dẫn đường để phá hủy các tên lửa chống hạm. Theo đó, MK-45 được trang bị 4 ống tiếp đạn và được điều khiển hoàn toàn tự động bằng hệ thống máy tính tốc độ cao. Mỗi ống tiếp đạn chứa tối đa 14 quả đạn luôn ở chế độ sẵn sàng khai hỏa. Ngoài ra, pháo còn có thể được nạp đạn thêm trong khi nòng pháo vẫn đang bắn, thời gian nạp đạn giữa mỗi lần bắn chưa tới 1 phút. Quá trình ngắm bắn và điều chỉnh góc tà nòng pháo được điều khiển thông qua các hệ thống điện tử tự động, trong khi hệ thống nạp đạn được điều khiển thủy lực. Khoang chứa đạn của pháo có thể mang theo tới 680 đạn pháo cho phép tác chiến trong thời gian dài.

### Hệ thống phòng không tầm gần (CIWS) Mk-15 Phalanx
Hoả lực phòng không tầm gần (CIWS) của tàu là hệ thống Mk-15 Phalanx. Mk-15 Phalanx là hệ thống khép kín tích hợp bao gồm pháo, đạn và radar lắp trên 1 bệ duy nhất. Hệ thống được Chi nhánh Pomona thuộc Công ty General Dynamics (nay thuộc Tập đoàn Raytheon) phát triển vào cuối những năm 1960. Hệ thống thử nghiệm lần đầu vào năm 1973, bắt đầu sản xuất hàng loạt năm 1978, đến năm 1980 được đưa vào trang bị. Hệ thống Phalanx gồm pháo 6 nòng bắn nhanh Gatling M61A1 Vulcan cỡ nòng 20mm cùng một radar hoạt động trên băng tầng K.
Trong điều kiện chiến đấu, radar sẽ rà soát bầu trời, xác định các mục tiêu và lọc ra mục tiêu nguy hiểm nhất. Sau khi xác định được mục tiêu, radar điều khiển hỏa lực sẽ tính toán chính xác vị trí của địch để pháo 6 nòng Gatling M61A1 Vulcan khai hỏa. Radar của hệ thống Phalanx CIWS được chế tạo theo công nghệ chỉ điểm khép kín, có khả năng phát hiện máy bay từ cự ly 18 km, tên lửa hành trình có diện tích phản xạ radar 0,1 m² từ khoảng cách 12 km và bám bắt trong tầm 5 km.
Pháo Gatling M61A1 Vulcan được điều khiển bằng điện, tốc độ bắn rất cao, lên đến 4.500 viên/phút, tầm hiệu quả đạt 1.000 - 1.500 m, trong khi tầm bắn tối đa là 3.000 m. Gatling M61A1 Vulcan bắn rất nhanh nên pháo cũng rất nhanh hết đạn, việc nạp đạn phải làm bằng tay, sẽ cần 2 người để thay đạn, mỗi lần thay mất khoảng 5 phút. Hai hộp tiếp đạn bố trí bên hông pháo có sức chứa 500 viên mỗi hộp, tùy theo mục tiêu đường không hay mặt đất mà pháo sẽ bắn ra đạn nổ mảnh hoặc xuyên giáp (thông thường 1 hộp tiếp đạn chứa đạn nổ mảnh trong khi hộp còn lại mang đạn xuyên giáp). Đạn xuyên giáp vỏ tự huỷ (APDS) 20 mm của Mk-15 sử dụng đầu xuyên 15 mm bằng kim loại nặng (wolfram hoặc uran nghèo) được bao quanh bằng một guốc đạn plastic và một phần đáy kim loại nhẹ. Vỏ đạn sau khi bắn sẽ được đẩy ra từ phần dưới của bệ pháo theo hướng về phía trước.
Khi lọt vào tầm bắn của Phalanx CIWS, mọi mục tiêu - từ máy bay, tên lửa, bom hay đạn pháo - đều không thể thoát. Hoạt động hoàn toàn tự động dưới sự giám sát của con người, Phalanx CIWS có thể tiêu diệt mục tiêu ở khoảng cách 3,6 km. Trong một số điều kiện tác chiến, hệ thống Phalanx CIWS còn có thể bắn hạ các mục tiêu trên mặt nước, bao gồm các chiến hạm của đối phương.

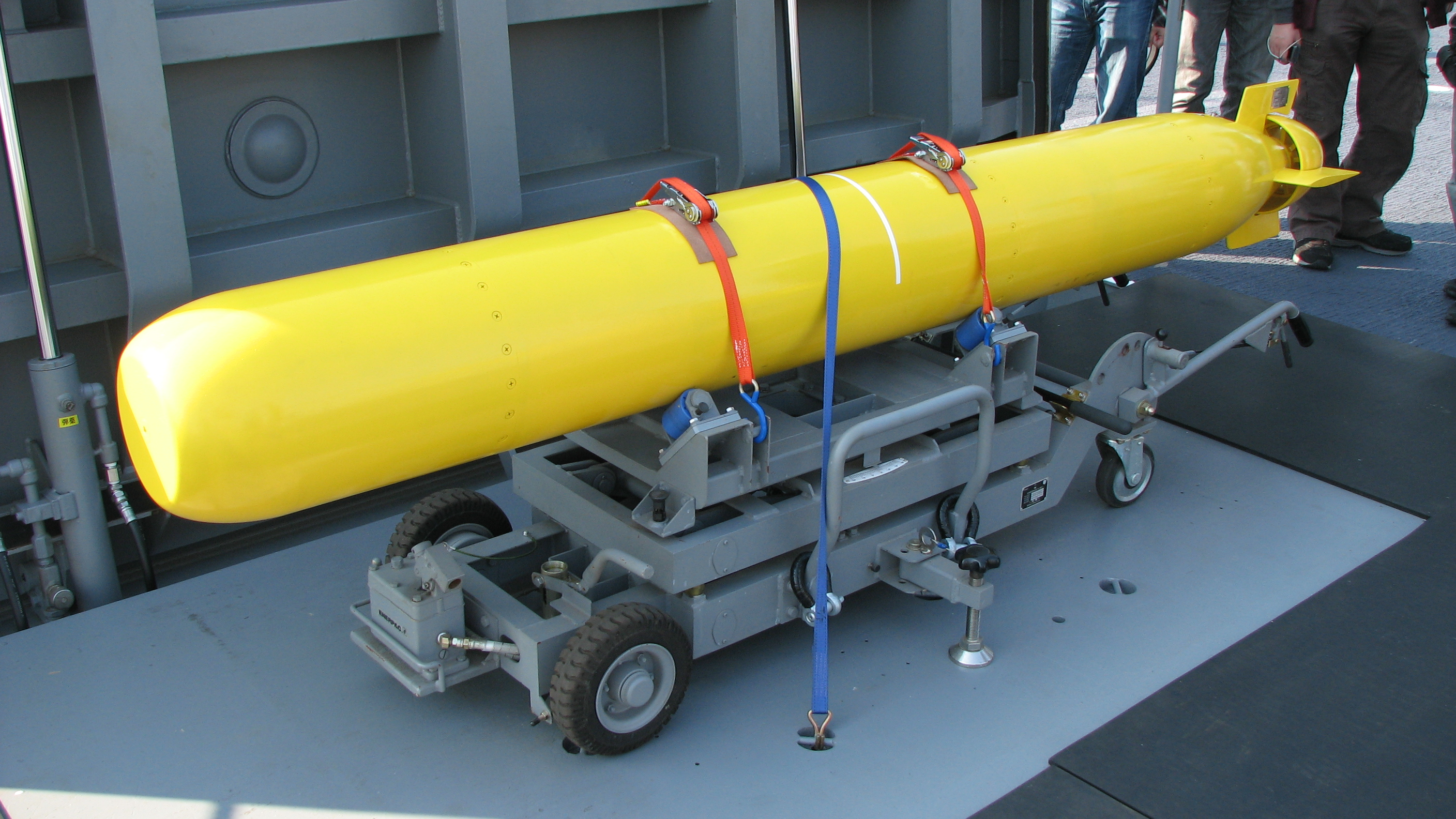
Ngư lôi hạng nhẹ Type 97.
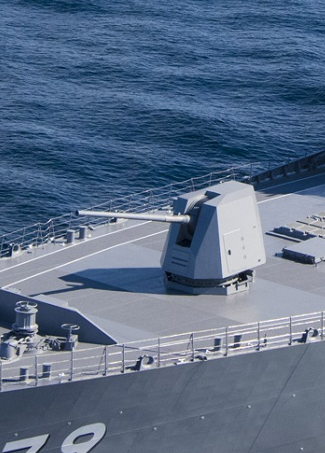
Pháo hạm Mk-45 mod 4 127mm.
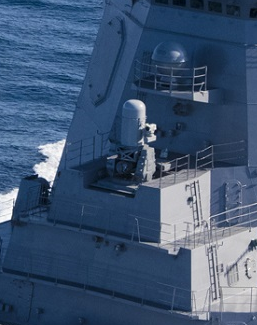
Hệ thống phòng không tầm gần (CIWS) Mk-15 Phalanx.

## Trực thăng săn ngầm
Đuôi tàu có sàn đáp và nhà chứa cho phép mang theo 2 trực thăng chống ngầm SH-60K Sea Hawk, nhưng thực tế thường chỉ có thể mang được 1 chiếc trong các chuyến hải trình. Bên trong nhà chứa trực thăng được bố trí các khu vực kỹ thuật liên quan như khoang bảo dưỡng, kho đạn và linh kiện dự trữ. Ngoài ra, tàu còn được tích hợp hệ thống hỗ trợ cất/hạ cánh trực thăng và hệ thống định vị đường không chiến thuật ORN-6 (TACAN).
SH-60K Sea Hawk được Mitsubishi Heavy Industries chế tạo dựa trên cơ sở SH-60J. SH-60K chính thức được đưa vào hoạt động trong biên chế của JMSDF vào tháng 8 năm 2005. Đến năm 2020, đã có 68 chiếc SH-60K được xuất xưởng.
SH-60K có thể bay cách tàu mẹ đến 100 dặm và duy trì trên căn cứ trong vài giờ. Việc liên lạc giữa SH-60K và tàu mẹ được thực hiện bởi hệ thống liên kết dữ liệu ORQ-1C-2 (TACLINK). Máy bay có thể thực hiện các nhiệm vụ cảnh giới, tìm kiếm và cứu hộ, chỉ thị mục tiêu cho tên lửa, chiến đấu chống hạm, chống ngầm và tác chiến đột kích trong mọi thời tiết.
SH-60K được trang bị sonar nhúng HQS-104, radar mảng pha quét chủ động HPS-104 và hệ thống tác chiến điện tử HLR-108. Bốn mấu cứng của máy bay có thể gắn ngư lôi hạng nhẹ Type 97, bom chống ngầm và tên lửa không đối hải AGM-114M Hellfire II. Ngoài ra, SH-60K còn được trang bị một súng đại liên 7,62mm Type 74.
SH-60K có cánh quạt chính và cánh quạt đuôi bốn lá được chế tạo bằng composite, riêng mép trước và phần đầu của cánh quạt chính sử dụng sợi Kevlar. 2 động cơ dẫn động trục Ishikawa-Harima T700-IHI-402C (sản xuất theo giấy phép của General Electric) công suất 3.400 mã lực được lắp cạnh nhau trên đỉnh cabin với một ống hút không khí ở cạnh bệ quạt và các lỗ thoát khí ở phía sau bệ. Máy bay có tầm bay xa tới hơn 800 km, tốc độ tối đa 240 km/h. Các thùng nhiên liệu bên trong của SH-60K chứa được 2.250 lít. Máy bay có thể dùng được hệ thống tiếp nhiên liệu trên không. SH-60K có thể mang trên 1.800 kg hàng bên trong. Các móc hàng bên ngoài có thể mang lượng hàng lên tới 2.725 kg.

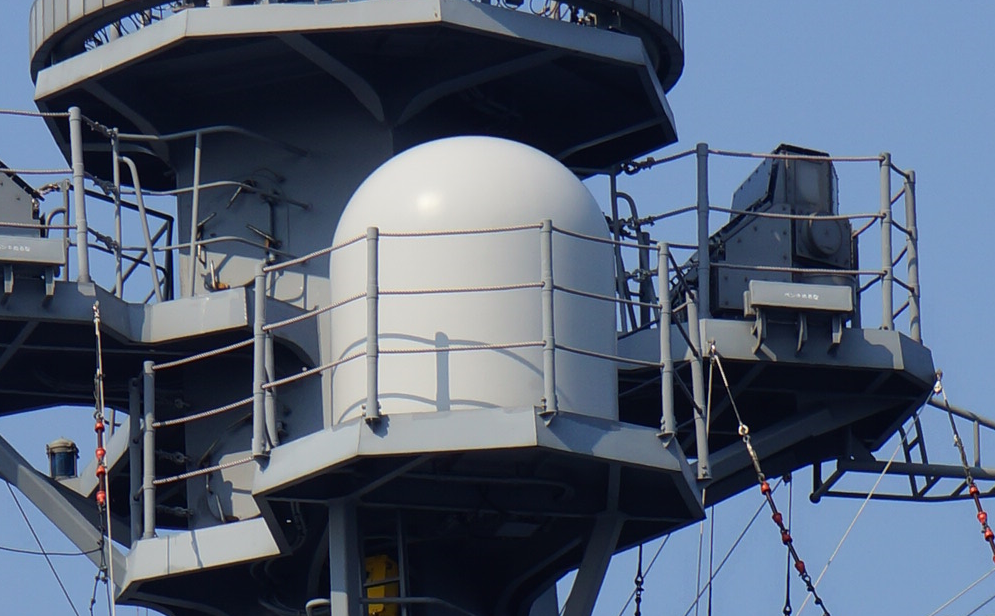
Hệ thống liên kết dữ liệu (TACLINK) ORQ-1C-2.
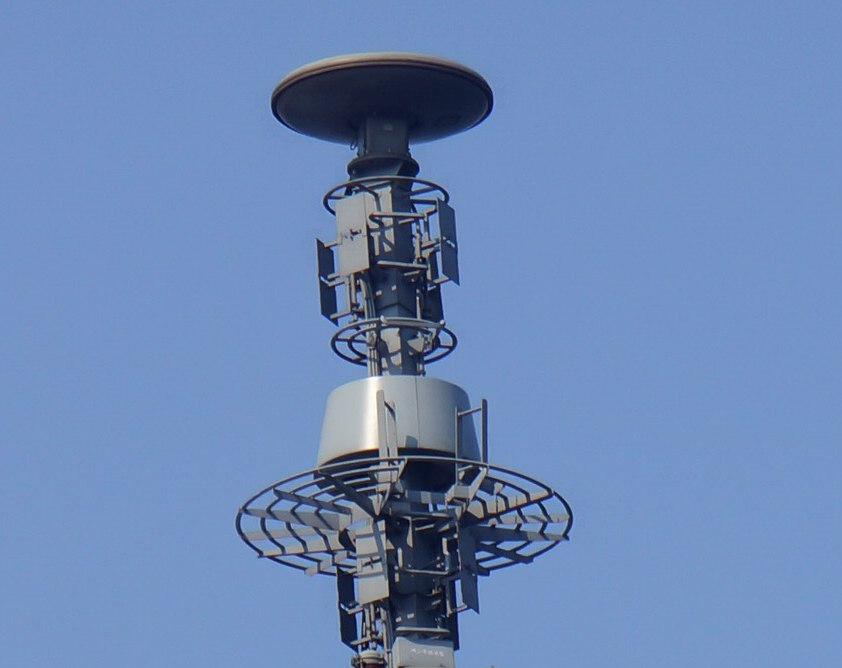
Hệ thống định vị đường không chiến thuật ORN-6 (TACAN).
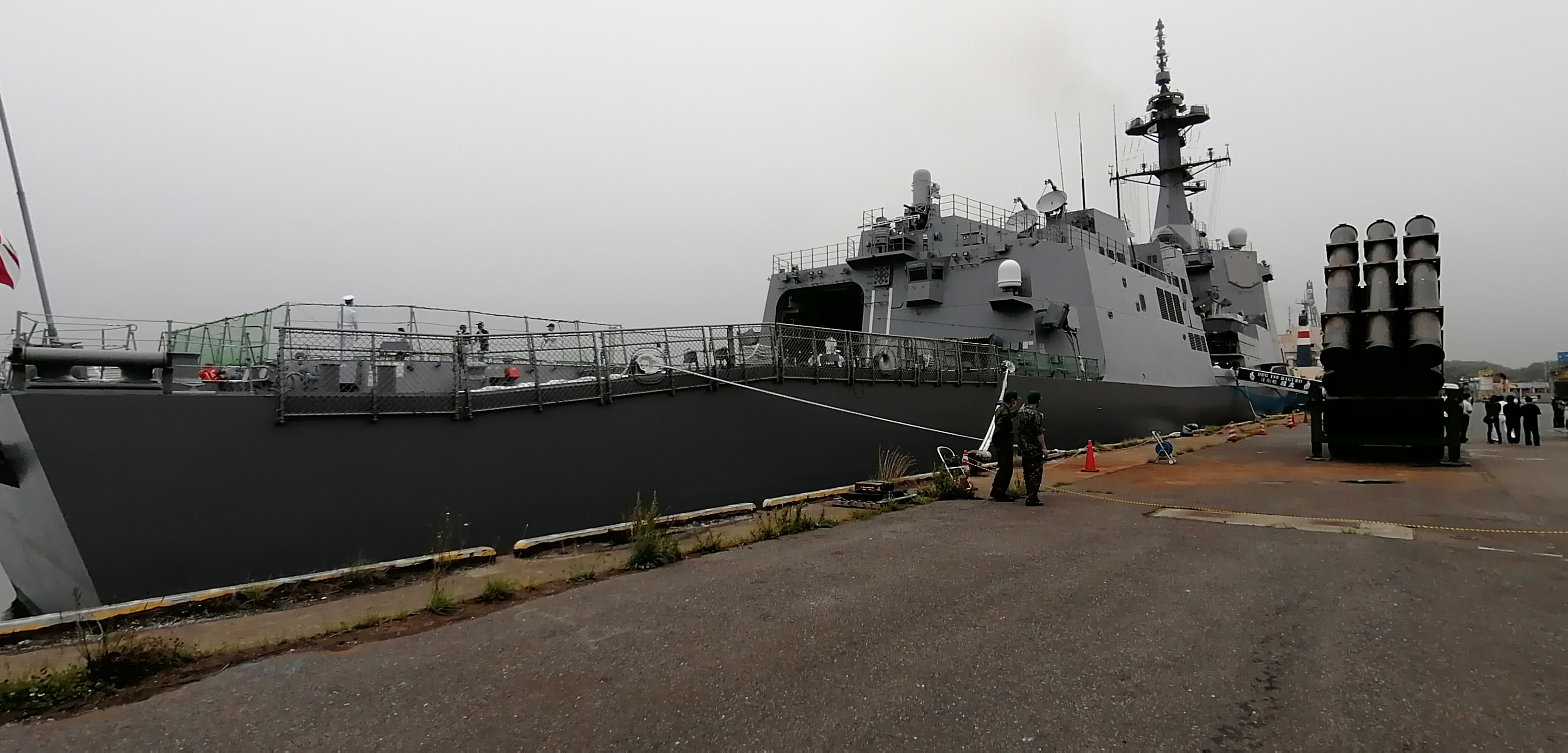
Nhà chứa và sàn đáp trực thăng của JS Haguro (DD-180).
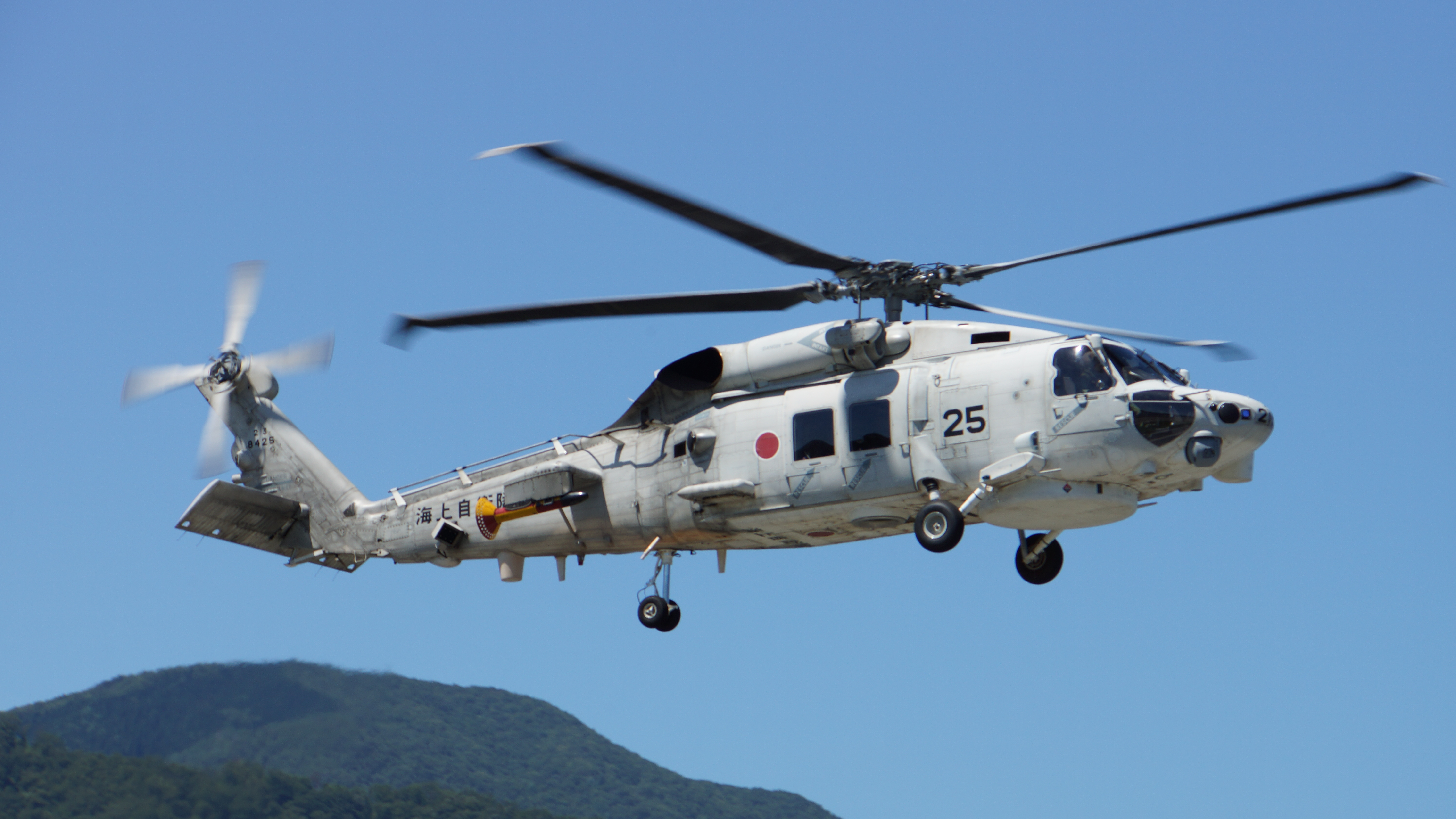
Trực thăng săn ngầm SH-60K Sea Hawk.

## Hệ thống động lực

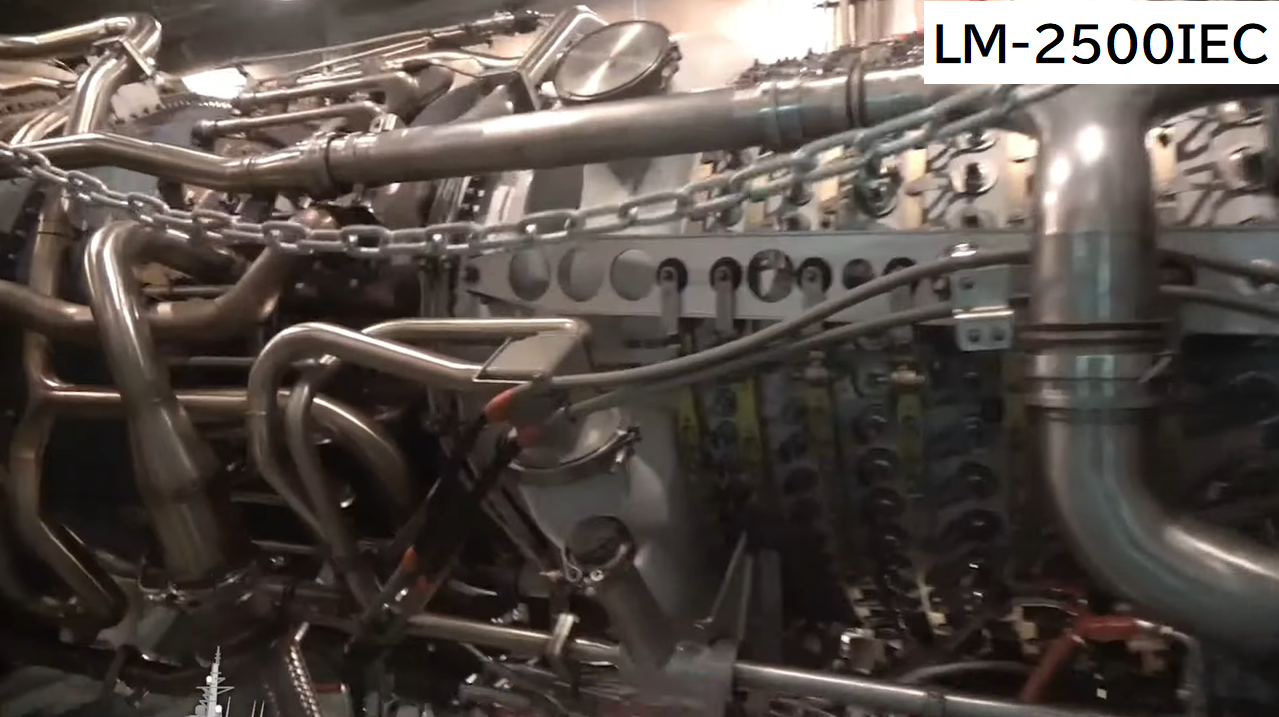
Động cơ tuabin khí LM2500IEC của JDS Maya (DDG-179)

GTàu khu trục lớp Maya được trang bị hệ thống động lực kết hợp tuabin khí-điện và tuabin khí (COGLAG) bao gồm: 2 động cơ tuabin khí LM2500IEC do GE Marine Solutions sản xuất, 2 động cơ điện, 2 máy phát điện diesel và 2 máy phát điện tuabin khí M7A-05 công suất 6000 kW. Các động cơ này kết nối với nhau thông qua 3 hộp số và 2 bộ ly hợp, truyền động ra 2 chân vịt 5 lá cung cấp công suất đầu ra tổng cộng 69.000 mã lực. Sự kết hợp theo cấu hình COGLAG giúp tiết kiệm nhiên liệu, giảm tối đa tiếng ồn khi hoạt động, đồng thời, giảm chi phí, kéo dài thời gian giữa 2 lần bảo dưỡng. 2 động cơ tuabin khí của tàu có khả năng chuyển từ trạng thái nguội sang trạng thái công suất cực đại trong vòng 15 phút. Ngoài ra, tàu còn được lắp đặt bộ tản nhiệt tiên tiến giúp giảm đối đa bức xạ hồng ngoại khi hoạt động, nâng cao khả năng tránh các biện pháp dò tìm bằng hồng ngoại của đối phương. Hệ thống động lực này giúp tàu đạt tốc độ tối đa đạt 30 hải lý/h (56 km/h) phạm vi hoạt động 6.000 hải lý, tốc độ hành trình 18 hải lý/h, tàu có khả năng hoạt động liên tục 50 ngày trên biển.
Hệ thống động lực COGLAG có thời gian hoạt động tới 30.000 giờ trước khi cần đại tu. Để đảm bảo cho các động cơ này hoạt động hiệu quả, những binh sĩ làm việc dưới khoang máy của tàu phải luôn túc trực 24/24 không lúc nào ngơi việc dù toàn bộ hệ thống trên tàu đều được điều khiển, kiểm soát và giám sát một cách hoàn toàn tự động. Làm việc trong môi trường có tiếng ồn lớn yêu cầu những binh sĩ làm việc trong phòng máy trên tàu luôn phải mang theo nút bịt tay để tránh thính giác của mình bị ảnh hưởng, tuy nhiên nút bịt tay này cũng chỉ hạn chế được phần nào tiếng ồn, sau một thời gian dài làm việc trong phòng máy trên tàu phần lớn các binh sĩ đều bị lãng tai dần.
Hầu hết trang thiết bị trên tàu kể cả trong khoang máy cũng đều được tự động hóa và điều khiển qua máy tính hoàn toàn. Hệ thống giám sát sẽ theo dõi sát sao các thông số của hệ thống động cơ, đưa ra các cảnh báo kịp thời để các binh sĩ khắc phục, trong trường hợp một trong các động cơ gặp sự cố, bộ ly hợp cho phép ngắt hoạt động của động cơ để tiến hành sửa chữa mà không ảnh hưởng đến khả năng hoạt động của tàu. Dù được tự động hóa khá nhiều, tuy nhiên công việc chính của những binh sĩ kỹ thuật lại là bảo dưỡng các thiết bị trên tàu để đảm bảo chúng hoạt động với hiệu suất cao nhất.
Bảo dưỡng các chi tiết nhỏ là công việc khó khăn hơn cả dù không cần phải chui rúc vào những góc nóng nực chật hẹp của khoang máy nhưng các binh sĩ lại phải đảm bảo được độ chính xác cao và yêu cầu thêm cả sự khéo léo nữa. Các chi tiết nhỏ trên tàu có thể là các hệ thống cảm biến, các hệ thống chíp điều khiển của các thiết bị máy tính.

## Danh sách
| Số hiệu | Tên    | Hình ảnh | Hạ thủy             | Hoạt động           | Cảng nhà                                                          |
| ------- | ------ | -------- | ------------------- | ------------------- | ----------------------------------------------------------------- |
| DDG-179 | Maya   |          | 30 tháng 7 năm 2018 | 19 tháng 3 năm 2020 | Hải đội hộ vệ số 1, Hải đoàn hộ vệ số 1, Căn cứ hải quân Yokosuka |
| DDG-180 | Haguro |          | 17 tháng 7 năm 2019 | 19 tháng 3 năm 2021 | Hải đội hộ vệ số 4, Hải đoàn hộ vệ số 8, Căn cứ hải quân Yokosuka |